# فهرست سیارک‌ها (۱۱۲۰۰۱–۱۱۳۰۰۱)
فهرست سیارک‌ها (۱۱۲۰۰۱ - ۱۱۳۰۰۱) فهرست سیارک‌ها از ۱۱۲۰۰۱ تا ۱۱۳۰۰۱ است.
| نام    | نام انگلیسی | تاریخ کشف      |
| ------ | ----------- | -------------- |
| ۱۱۲۰۰۱ | 2002 GW137  | ۱۲ آوریل ۲۰۰۲  |
| ۱۱۲۰۰۲ | 2002 GH138  | ۱۲ آوریل ۲۰۰۲  |
| ۱۱۲۰۰۳ | 2002 GB139  | ۱۳ آوریل ۲۰۰۲  |
| ۱۱۲۰۰۴ | 2002 GM144  | ۱۱ آوریل ۲۰۰۲  |
| ۱۱۲۰۰۵ | 2002 GL146  | ۱۳ آوریل ۲۰۰۲  |
| ۱۱۲۰۰۶ | 2002 GH151  | ۱۴ آوریل ۲۰۰۲  |
| ۱۱۲۰۰۷ | 2002 GG153  | ۱۲ آوریل ۲۰۰۲  |
| ۱۱۲۰۰۸ | 2002 GA154  | ۱۲ آوریل ۲۰۰۲  |
| ۱۱۲۰۰۹ | 2002 GO154  | ۱۳ آوریل ۲۰۰۲  |
| ۱۱۲۰۱۰ | 2002 GR154  | ۱۳ آوریل ۲۰۰۲  |
| ۱۱۲۰۱۱ | 2002 GW158  | ۱۳ آوریل ۲۰۰۲  |
| ۱۱۲۰۱۲ | 2002 GL159  | ۱۴ آوریل ۲۰۰۲  |
| ۱۱۲۰۱۳ | 2002 GP161  | ۱۴ آوریل ۲۰۰۲  |
| ۱۱۲۰۱۴ | 2002 GE163  | ۱۴ آوریل ۲۰۰۲  |
| ۱۱۲۰۱۵ | 2002 GX163  | ۱۴ آوریل ۲۰۰۲  |
| ۱۱۲۰۱۶ | 2002 GC164  | ۱۴ آوریل ۲۰۰۲  |
| ۱۱۲۰۱۷ | 2002 GA165  | ۱۴ آوریل ۲۰۰۲  |
| ۱۱۲۰۱۸ | 2002 GM165  | ۱۴ آوریل ۲۰۰۲  |
| ۱۱۲۰۱۹ | 2002 GL168  | ۹ آوریل ۲۰۰۲   |
| ۱۱۲۰۲۰ | 2002 GW168  | ۹ آوریل ۲۰۰۲   |
| ۱۱۲۰۲۱ | 2002 GY175  | ۱۱ آوریل ۲۰۰۲  |
| ۱۱۲۰۲۲ | 2002 GG176  | ۱۲ آوریل ۲۰۰۲  |
| ۱۱۲۰۲۳ | 2002 GO178  | ۱۰ آوریل ۲۰۰۲  |
| ۱۱۲۰۲۴ | 2002 HY1    | ۱۶ آوریل ۲۰۰۲  |
| ۱۱۲۰۲۵ | 2002 HE3    | ۱۶ آوریل ۲۰۰۲  |
| ۱۱۲۰۲۶ | 2002 HZ4    | ۱۶ آوریل ۲۰۰۲  |
| ۱۱۲۰۲۷ | 2002 HL5    | ۱۶ آوریل ۲۰۰۲  |
| ۱۱۲۰۲۸ | 2002 HZ6    | ۱۸ آوریل ۲۰۰۲  |
| ۱۱۲۰۲۹ | 2002 HB7    | ۱۹ آوریل ۲۰۰۲  |
| ۱۱۲۰۳۰ | 2002 HF7    | ۱۸ آوریل ۲۰۰۲  |
| ۱۱۲۰۳۱ | 2002 HH7    | ۱۸ آوریل ۲۰۰۲  |
| ۱۱۲۰۳۲ | 2002 HJ8    | ۱۸ آوریل ۲۰۰۲  |
| ۱۱۲۰۳۳ | 2002 HO9    | ۱۷ آوریل ۲۰۰۲  |
| ۱۱۲۰۳۴ | 2002 HT9    | ۱۷ آوریل ۲۰۰۲  |
| ۱۱۲۰۳۵ | 2002 HW10   | ۱۸ آوریل ۲۰۰۲  |
| ۱۱۲۰۳۶ | 2002 HZ11   | ۳۰ آوریل ۲۰۰۲  |
| ۱۱۲۰۳۷ | 2002 HH12   | ۳۰ آوریل ۲۰۰۲  |
| ۱۱۲۰۳۸ | 2002 HL12   | ۳۰ آوریل ۲۰۰۲  |
| ۱۱۲۰۳۹ | 2002 HU13   | ۲۱ آوریل ۲۰۰۲  |
| ۱۱۲۰۴۰ | 2002 HU14   | ۱۷ آوریل ۲۰۰۲  |
| ۱۱۲۰۴۰ | 2002 JG     | ۳ مه ۲۰۰۲      |
| ۱۱۲۰۴۲ | 2002 JR1    | ۴ مه ۲۰۰۲      |
| ۱۱۲۰۴۳ | 2002 JB2    | ۴ مه ۲۰۰۲      |
| ۱۱۲۰۴۴ | 2002 JO4    | ۵ مه ۲۰۰۲      |
| ۱۱۲۰۴۵ | 2002 JP4    | ۵ مه ۲۰۰۲      |
| ۱۱۲۰۴۶ | 2002 JR7    | ۴ مه ۲۰۰۲      |
| ۱۱۲۰۴۷ | 2002 JG8    | ۶ مه ۲۰۰۲      |
| ۱۱۲۰۴۸ | 2002 JL8    | ۶ مه ۲۰۰۲      |
| ۱۱۲۰۴۹ | 2002 JP8    | ۶ مه ۲۰۰۲      |
| ۱۱۲۰۵۰ | 2002 JF9    | ۷ مه ۲۰۰۲      |
| ۱۱۲۰۵۱ | 2002 JL9    | ۷ مه ۲۰۰۲      |
| ۱۱۲۰۵۲ | 2002 JG10   | ۷ مه ۲۰۰۲      |
| ۱۱۲۰۵۳ | 2002 JE13   | ۸ مه ۲۰۰۲      |
| ۱۱۲۰۵۴ | 2002 JF13   | ۸ مه ۲۰۰۲      |
| ۱۱۲۰۵۵ | 2002 JH13   | ۸ مه ۲۰۰۲      |
| ۱۱۲۰۵۶ | 2002 JK13   | ۸ مه ۲۰۰۲      |
| ۱۱۲۰۵۷ | 2002 JO13   | ۶ مه ۲۰۰۲      |
| ۱۱۲۰۵۸ | 2002 JR13   | ۶ مه ۲۰۰۲      |
| ۱۱۲۰۵۹ | 2002 JS13   | ۶ مه ۲۰۰۲      |
| ۱۱۲۰۶۰ | 2002 JT13   | ۶ مه ۲۰۰۲      |
| ۱۱۲۰۶۱ | 2002 JT14   | ۸ مه ۲۰۰۲      |
| ۱۱۲۰۶۲ | 2002 JD15   | ۸ مه ۲۰۰۲      |
| ۱۱۲۰۶۳ | 2002 JA16   | ۷ مه ۲۰۰۲      |
| ۱۱۲۰۶۴ | 2002 JL16   | ۸ مه ۲۰۰۲      |
| ۱۱۲۰۶۵ | 2002 JM16   | ۸ مه ۲۰۰۲      |
| ۱۱۲۰۶۶ | 2002 JC17   | ۷ مه ۲۰۰۲      |
| ۱۱۲۰۶۷ | 2002 JD17   | ۷ مه ۲۰۰۲      |
| ۱۱۲۰۶۸ | 2002 JN17   | ۷ مه ۲۰۰۲      |
| ۱۱۲۰۶۹ | 2002 JD18   | ۷ مه ۲۰۰۲      |
| ۱۱۲۰۷۰ | 2002 JR19   | ۷ مه ۲۰۰۲      |
| ۱۱۲۰۷۱ | 2002 JV20   | ۷ مه ۲۰۰۲      |
| ۱۱۲۰۷۲ | 2002 JF21   | ۸ مه ۲۰۰۲      |
| ۱۱۲۰۷۳ | 2002 JP21   | ۹ مه ۲۰۰۲      |
| ۱۱۲۰۷۴ | 2002 JC22   | ۷ مه ۲۰۰۲      |
| ۱۱۲۰۷۵ | 2002 JE22   | ۸ مه ۲۰۰۲      |
| ۱۱۲۰۷۶ | 2002 JG22   | ۸ مه ۲۰۰۲      |
| ۱۱۲۰۷۷ | 2002 JL22   | ۸ مه ۲۰۰۲      |
| ۱۱۲۰۷۸ | 2002 JO23   | ۸ مه ۲۰۰۲      |
| ۱۱۲۰۷۹ | 2002 JV24   | ۸ مه ۲۰۰۲      |
| ۱۱۲۰۸۰ | 2002 JA25   | ۸ مه ۲۰۰۲      |
| ۱۱۲۰۸۱ | 2002 JG25   | ۸ مه ۲۰۰۲      |
| ۱۱۲۰۸۲ | 2002 JX25   | ۸ مه ۲۰۰۲      |
| ۱۱۲۰۸۳ | 2002 JC26   | ۸ مه ۲۰۰۲      |
| ۱۱۲۰۸۴ | 2002 JQ26   | ۸ مه ۲۰۰۲      |
| ۱۱۲۰۸۵ | 2002 JK27   | ۸ مه ۲۰۰۲      |
| ۱۱۲۰۸۶ | 2002 JO27   | ۸ مه ۲۰۰۲      |
| ۱۱۲۰۸۷ | 2002 JY27   | ۹ مه ۲۰۰۲      |
| ۱۱۲۰۸۸ | 2002 JZ27   | ۹ مه ۲۰۰۲      |
| ۱۱۲۰۸۹ | 2002 JM28   | ۹ مه ۲۰۰۲      |
| ۱۱۲۰۹۰ | 2002 JD30   | ۹ مه ۲۰۰۲      |
| ۱۱۲۰۹۱ | 2002 JU30   | ۹ مه ۲۰۰۲      |
| ۱۱۲۰۹۲ | 2002 JA31   | ۹ مه ۲۰۰۲      |
| ۱۱۲۰۹۳ | 2002 JM31   | ۹ مه ۲۰۰۲      |
| ۱۱۲۰۹۴ | 2002 JB32   | ۹ مه ۲۰۰۲      |
| ۱۱۲۰۹۵ | 2002 JT32   | ۹ مه ۲۰۰۲      |
| ۱۱۲۰۹۶ | 2002 JA33   | ۹ مه ۲۰۰۲      |
| ۱۱۲۰۹۷ | 2002 JG33   | ۹ مه ۲۰۰۲      |
| ۱۱۲۰۹۸ | 2002 JL33   | ۹ مه ۲۰۰۲      |
| ۱۱۲۰۹۹ | 2002 JZ33   | ۹ مه ۲۰۰۲      |
| ۱۱۲۱۰۰ | 2002 JZ34   | ۹ مه ۲۰۰۲      |
| ۱۱۲۱۰۱ | 2002 JB35   | ۹ مه ۲۰۰۲      |
| ۱۱۲۱۰۲ | 2002 JL35   | ۹ مه ۲۰۰۲      |
| ۱۱۲۱۰۳ | 2002 JF36   | ۹ مه ۲۰۰۲      |
| ۱۱۲۱۰۴ | 2002 JV37   | ۸ مه ۲۰۰۲      |
| ۱۱۲۱۰۵ | 2002 JX37   | ۸ مه ۲۰۰۲      |
| ۱۱۲۱۰۶ | 2002 JF38   | ۹ مه ۲۰۰۲      |
| ۱۱۲۱۰۷ | 2002 JT38   | ۹ مه ۲۰۰۲      |
| ۱۱۲۱۰۸ | 2002 JC39   | ۹ مه ۲۰۰۲      |
| ۱۱۲۱۰۹ | 2002 JD39   | ۹ مه ۲۰۰۲      |
| ۱۱۲۱۱۰ | 2002 JP39   | ۱۰ مه ۲۰۰۲     |
| ۱۱۲۱۱۱ | 2002 JC40   | ۸ مه ۲۰۰۲      |
| ۱۱۲۱۱۲ | 2002 JF41   | ۸ مه ۲۰۰۲      |
| ۱۱۲۱۱۳ | 2002 JP43   | ۹ مه ۲۰۰۲      |
| ۱۱۲۱۱۴ | 2002 JE44   | ۹ مه ۲۰۰۲      |
| ۱۱۲۱۱۵ | 2002 JR44   | ۹ مه ۲۰۰۲      |
| ۱۱۲۱۱۶ | 2002 JW44   | ۹ مه ۲۰۰۲      |
| ۱۱۲۱۱۷ | 2002 JX44   | ۹ مه ۲۰۰۲      |
| ۱۱۲۱۱۸ | 2002 JQ46   | ۹ مه ۲۰۰۲      |
| ۱۱۲۱۱۹ | 2002 JR46   | ۹ مه ۲۰۰۲      |
| ۱۱۲۱۲۰ | 2002 JS46   | ۹ مه ۲۰۰۲      |
| ۱۱۲۱۲۱ | 2002 JT46   | ۹ مه ۲۰۰۲      |
| ۱۱۲۱۲۲ | 2002 JY46   | ۹ مه ۲۰۰۲      |
| ۱۱۲۱۲۳ | 2002 JZ46   | ۹ مه ۲۰۰۲      |
| ۱۱۲۱۲۴ | 2002 JS47   | ۹ مه ۲۰۰۲      |
| ۱۱۲۱۲۵ | 2002 JT47   | ۹ مه ۲۰۰۲      |
| ۱۱۲۱۲۶ | 2002 JV47   | ۹ مه ۲۰۰۲      |
| ۱۱۲۱۲۷ | 2002 JW47   | ۹ مه ۲۰۰۲      |
| ۱۱۲۱۲۸ | 2002 JA48   | ۹ مه ۲۰۰۲      |
| ۱۱۲۱۲۹ | 2002 JG48   | ۹ مه ۲۰۰۲      |
| ۱۱۲۱۳۰ | 2002 JF49   | ۹ مه ۲۰۰۲      |
| ۱۱۲۱۳۱ | 2002 JA50   | ۹ مه ۲۰۰۲      |
| ۱۱۲۱۳۲ | 2002 JF50   | ۹ مه ۲۰۰۲      |
| ۱۱۲۱۳۳ | 2002 JL52   | ۹ مه ۲۰۰۲      |
| ۱۱۲۱۳۴ | 2002 JO52   | ۹ مه ۲۰۰۲      |
| ۱۱۲۱۳۵ | 2002 JS52   | ۹ مه ۲۰۰۲      |
| ۱۱۲۱۳۶ | 2002 JB53   | ۹ مه ۲۰۰۲      |
| ۱۱۲۱۳۷ | 2002 JE56   | ۹ مه ۲۰۰۲      |
| ۱۱۲۱۳۸ | 2002 JE58   | ۹ مه ۲۰۰۲      |
| ۱۱۲۱۳۹ | 2002 JV58   | ۹ مه ۲۰۰۲      |
| ۱۱۲۱۴۰ | 2002 JQ59   | ۹ مه ۲۰۰۲      |
| ۱۱۲۱۴۱ | 2002 JT59   | ۹ مه ۲۰۰۲      |
| ۱۱۲۱۴۲ | 2002 JV61   | ۸ مه ۲۰۰۲      |
| ۱۱۲۱۴۳ | 2002 JY62   | ۸ مه ۲۰۰۲      |
| ۱۱۲۱۴۴ | 2002 JS63   | ۹ مه ۲۰۰۲      |
| ۱۱۲۱۴۵ | 2002 JL64   | ۹ مه ۲۰۰۲      |
| ۱۱۲۱۴۶ | 2002 JZ64   | ۹ مه ۲۰۰۲      |
| ۱۱۲۱۴۷ | 2002 JH65   | ۹ مه ۲۰۰۲      |
| ۱۱۲۱۴۸ | 2002 JK65   | ۹ مه ۲۰۰۲      |
| ۱۱۲۱۴۹ | 2002 JJ67   | ۱۰ مه ۲۰۰۲     |
| ۱۱۲۱۵۰ | 2002 JK69   | ۷ مه ۲۰۰۲      |
| ۱۱۲۱۵۱ | 2002 JF71   | ۸ مه ۲۰۰۲      |
| ۱۱۲۱۵۲ | 2002 JO71   | ۸ مه ۲۰۰۲      |
| ۱۱۲۱۵۳ | 2002 JP71   | ۸ مه ۲۰۰۲      |
| ۱۱۲۱۵۴ | 2002 JA72   | ۸ مه ۲۰۰۲      |
| ۱۱۲۱۵۵ | 2002 JC73   | ۸ مه ۲۰۰۲      |
| ۱۱۲۱۵۶ | 2002 JX73   | ۸ مه ۲۰۰۲      |
| ۱۱۲۱۵۷ | 2002 JK75   | ۹ مه ۲۰۰۲      |
| ۱۱۲۱۵۸ | 2002 JL76   | ۱۱ مه ۲۰۰۲     |
| ۱۱۲۱۵۹ | 2002 JD77   | ۱۱ مه ۲۰۰۲     |
| ۱۱۲۱۶۰ | 2002 JG77   | ۱۱ مه ۲۰۰۲     |
| ۱۱۲۱۶۱ | 2002 JH78   | ۱۱ مه ۲۰۰۲     |
| ۱۱۲۱۶۲ | 2002 JS78   | ۱۱ مه ۲۰۰۲     |
| ۱۱۲۱۶۳ | 2002 JZ79   | ۱۱ مه ۲۰۰۲     |
| ۱۱۲۱۶۴ | 2002 JH80   | ۱۱ مه ۲۰۰۲     |
| ۱۱۲۱۶۵ | 2002 JO80   | ۱۱ مه ۲۰۰۲     |
| ۱۱۲۱۶۶ | 2002 JT80   | ۱۱ مه ۲۰۰۲     |
| ۱۱۲۱۶۷ | 2002 JM81   | ۱۱ مه ۲۰۰۲     |
| ۱۱۲۱۶۸ | 2002 JR81   | ۱۱ مه ۲۰۰۲     |
| ۱۱۲۱۶۹ | 2002 JX81   | ۱۱ مه ۲۰۰۲     |
| ۱۱۲۱۷۰ | 2002 JQ91   | ۱۱ مه ۲۰۰۲     |
| ۱۱۲۱۷۱ | 2002 JQ93   | ۱۱ مه ۲۰۰۲     |
| ۱۱۲۱۷۲ | 2002 JY93   | ۱۱ مه ۲۰۰۲     |
| ۱۱۲۱۷۳ | 2002 JP94   | ۱۱ مه ۲۰۰۲     |
| ۱۱۲۱۷۴ | 2002 JV94   | ۱۱ مه ۲۰۰۲     |
| ۱۱۲۱۷۵ | 2002 JP95   | ۱۱ مه ۲۰۰۲     |
| ۱۱۲۱۷۶ | 2002 JT95   | ۱۱ مه ۲۰۰۲     |
| ۱۱۲۱۷۷ | 2002 JA96   | ۱۱ مه ۲۰۰۲     |
| ۱۱۲۱۷۸ | 2002 JZ96   | ۱۱ مه ۲۰۰۲     |
| ۱۱۲۱۷۹ | 2002 JO97   | ۹ مه ۲۰۰۲      |
| ۱۱۲۱۸۰ | 2002 JE98   | ۸ مه ۲۰۰۲      |
| ۱۱۲۱۸۱ | 2002 JJ98   | ۹ مه ۲۰۰۲      |
| ۱۱۲۱۸۲ | 2002 JV98   | ۸ مه ۲۰۰۲      |
| ۱۱۲۱۸۳ | 2002 JD100  | ۱۲ مه ۲۰۰۲     |
| ۱۱۲۱۸۴ | 2002 JG100  | ۱۳ مه ۲۰۰۲     |
| ۱۱۲۱۸۵ | 2002 JU101  | ۹ مه ۲۰۰۲      |
| ۱۱۲۱۸۶ | 2002 JJ102  | ۹ مه ۲۰۰۲      |
| ۱۱۲۱۸۷ | 2002 JP102  | ۹ مه ۲۰۰۲      |
| ۱۱۲۱۸۸ | 2002 JL104  | ۱۰ مه ۲۰۰۲     |
| ۱۱۲۱۸۹ | 2002 JO104  | ۱۱ مه ۲۰۰۲     |
| ۱۱۲۱۹۰ | 2002 JF105  | ۱۲ مه ۲۰۰۲     |
| ۱۱۲۱۹۱ | 2002 JU105  | ۱۲ مه ۲۰۰۲     |
| ۱۱۲۱۹۲ | 2002 JR106  | ۱۱ مه ۲۰۰۲     |
| ۱۱۲۱۹۳ | 2002 JA109  | ۶ مه ۲۰۰۲      |
| ۱۱۲۱۹۴ | 2002 JG110  | ۱۱ مه ۲۰۰۲     |
| ۱۱۲۱۹۵ | 2002 JM110  | ۱۱ مه ۲۰۰۲     |
| ۱۱۲۱۹۶ | 2002 JC111  | ۱۱ مه ۲۰۰۲     |
| ۱۱۲۱۹۷ | 2002 JV111  | ۱۱ مه ۲۰۰۲     |
| ۱۱۲۱۹۸ | 2002 JB112  | ۱۱ مه ۲۰۰۲     |
| ۱۱۲۱۹۹ | 2002 JV113  | ۱۵ مه ۲۰۰۲     |
| ۱۱۲۲۰۰ | 2002 JG117  | ۴ مه ۲۰۰۲      |
| ۱۱۲۲۰۱ | 2002 JJ118  | ۵ مه ۲۰۰۲      |
| ۱۱۲۲۰۲ | 2002 JK120  | ۵ مه ۲۰۰۲      |
| ۱۱۲۲۰۳ | 2002 JG122  | ۶ مه ۲۰۰۲      |
| ۱۱۲۲۰۴ | 2002 JT122  | ۶ مه ۲۰۰۲      |
| ۱۱۲۲۰۵ | 2002 JR123  | ۶ مه ۲۰۰۲      |
| ۱۱۲۲۰۶ | 2002 JT123  | ۶ مه ۲۰۰۲      |
| ۱۱۲۲۰۷ | 2002 JQ127  | ۷ مه ۲۰۰۲      |
| ۱۱۲۲۰۸ | 2002 JA132  | ۹ مه ۲۰۰۲      |
| ۱۱۲۲۰۹ | 2002 JX133  | ۹ مه ۲۰۰۲      |
| ۱۱۲۲۱۰ | 2002 JZ133  | ۹ مه ۲۰۰۲      |
| ۱۱۲۲۱۱ | 2002 JL135  | ۹ مه ۲۰۰۲      |
| ۱۱۲۲۱۲ | 2002 JS135  | ۹ مه ۲۰۰۲      |
| ۱۱۲۲۱۳ | 2002 JT135  | ۹ مه ۲۰۰۲      |
| ۱۱۲۲۱۴ | 2002 JD136  | ۹ مه ۲۰۰۲      |
| ۱۱۲۲۱۵ | 2002 JR139  | ۱۰ مه ۲۰۰۲     |
| ۱۱۲۲۱۶ | 2002 JH141  | ۱۰ مه ۲۰۰۲     |
| ۱۱۲۲۱۷ | 2002 JJ142  | ۱۱ مه ۲۰۰۲     |
| ۱۱۲۲۱۸ | 2002 JF148  | ۲ مه ۲۰۰۲      |
| ۱۱۲۲۱۸ | 2002 KV     | ۱۶ مه ۲۰۰۲     |
| ۱۱۲۲۲۰ | 2002 KC4    | ۱۶ مه ۲۰۰۲     |
| ۱۱۲۲۲۱ | 2002 KH4    | ۲۲ مه ۲۰۰۲     |
| ۱۱۲۲۲۲ | 2002 KS4    | ۱۶ مه ۲۰۰۲     |
| ۱۱۲۲۲۳ | 2002 KE6    | ۲۳ مه ۲۰۰۲     |
| ۱۱۲۲۲۴ | 2002 KD9    | ۲۹ مه ۲۰۰۲     |
| ۱۱۲۲۲۵ | 2002 KX9    | ۱۶ مه ۲۰۰۲     |
| ۱۱۲۲۲۶ | 2002 KO12   | ۱۷ مه ۲۰۰۲     |
| ۱۱۲۲۲۷ | 2002 KS12   | ۱۷ مه ۲۰۰۲     |
| ۱۱۲۲۲۸ | 2002 KX13   | ۲۱ مه ۲۰۰۲     |
| ۱۱۲۲۲۹ | 2002 KZ13   | ۲۱ مه ۲۰۰۲     |
| ۱۱۲۲۳۰ | 2002 KA14   | ۲۷ مه ۲۰۰۲     |
| ۱۱۲۲۳۱ | 2002 KF14   | ۳۰ مه ۲۰۰۲     |
| ۱۱۲۲۳۲ | 2002 KK14   | ۳۰ مه ۲۰۰۲     |
| ۱۱۲۲۳۳ | Kammerer    | ۱۶ مه ۲۰۰۲     |
| ۱۱۲۲۳۳ | 2002 LB     | ۱ ژوئن ۲۰۰۲    |
| ۱۱۲۲۳۳ | 2002 LF     | ۱ ژوئن ۲۰۰۲    |
| ۱۱۲۲۳۳ | 2002 LU     | ۲ ژوئن ۲۰۰۲    |
| ۱۱۲۲۳۷ | 2002 LK1    | ۲ ژوئن ۲۰۰۲    |
| ۱۱۲۲۳۸ | 2002 LT1    | ۲ ژوئن ۲۰۰۲    |
| ۱۱۲۲۳۹ | 2002 LX1    | ۲ ژوئن ۲۰۰۲    |
| ۱۱۲۲۴۰ | 2002 LZ3    | ۵ ژوئن ۲۰۰۲    |
| ۱۱۲۲۴۱ | 2002 LL4    | ۵ ژوئن ۲۰۰۲    |
| ۱۱۲۲۴۲ | 2002 LP4    | ۵ ژوئن ۲۰۰۲    |
| ۱۱۲۲۴۳ | 2002 LZ4    | ۵ ژوئن ۲۰۰۲    |
| ۱۱۲۲۴۴ | 2002 LD5    | ۴ ژوئن ۲۰۰۲    |
| ۱۱۲۲۴۵ | 2002 LK5    | ۶ ژوئن ۲۰۰۲    |
| ۱۱۲۲۴۶ | 2002 LH7    | ۲ ژوئن ۲۰۰۲    |
| ۱۱۲۲۴۷ | 2002 LY8    | ۵ ژوئن ۲۰۰۲    |
| ۱۱۲۲۴۸ | 2002 LG9    | ۵ ژوئن ۲۰۰۲    |
| ۱۱۲۲۴۹ | 2002 LM9    | ۵ ژوئن ۲۰۰۲    |
| ۱۱۲۲۵۰ | 2002 LG10   | ۵ ژوئن ۲۰۰۲    |
| ۱۱۲۲۵۱ | 2002 LO10   | ۵ ژوئن ۲۰۰۲    |
| ۱۱۲۲۵۲ | 2002 LU10   | ۵ ژوئن ۲۰۰۲    |
| ۱۱۲۲۵۳ | 2002 LD11   | ۵ ژوئن ۲۰۰۲    |
| ۱۱۲۲۵۴ | 2002 LD12   | ۵ ژوئن ۲۰۰۲    |
| ۱۱۲۲۵۵ | 2002 LJ12   | ۵ ژوئن ۲۰۰۲    |
| ۱۱۲۲۵۶ | 2002 LR12   | ۵ ژوئن ۲۰۰۲    |
| ۱۱۲۲۵۷ | 2002 LC13   | ۵ ژوئن ۲۰۰۲    |
| ۱۱۲۲۵۸ | 2002 LR13   | ۶ ژوئن ۲۰۰۲    |
| ۱۱۲۲۵۹ | 2002 LY13   | ۶ ژوئن ۲۰۰۲    |
| ۱۱۲۲۶۰ | 2002 LG14   | ۶ ژوئن ۲۰۰۲    |
| ۱۱۲۲۶۱ | 2002 LT15   | ۶ ژوئن ۲۰۰۲    |
| ۱۱۲۲۶۲ | 2002 LV15   | ۶ ژوئن ۲۰۰۲    |
| ۱۱۲۲۶۳ | 2002 LN16   | ۶ ژوئن ۲۰۰۲    |
| ۱۱۲۲۶۴ | 2002 LW16   | ۶ ژوئن ۲۰۰۲    |
| ۱۱۲۲۶۵ | 2002 LM17   | ۶ ژوئن ۲۰۰۲    |
| ۱۱۲۲۶۶ | 2002 LP19   | ۶ ژوئن ۲۰۰۲    |
| ۱۱۲۲۶۷ | 2002 LA20   | ۶ ژوئن ۲۰۰۲    |
| ۱۱۲۲۶۸ | 2002 LX20   | ۶ ژوئن ۲۰۰۲    |
| ۱۱۲۲۶۹ | 2002 LM21   | ۶ ژوئن ۲۰۰۲    |
| ۱۱۲۲۷۰ | 2002 LP21   | ۶ ژوئن ۲۰۰۲    |
| ۱۱۲۲۷۱ | 2002 LQ21   | ۶ ژوئن ۲۰۰۲    |
| ۱۱۲۲۷۲ | 2002 LZ22   | ۸ ژوئن ۲۰۰۲    |
| ۱۱۲۲۷۳ | 2002 LL23   | ۸ ژوئن ۲۰۰۲    |
| ۱۱۲۲۷۴ | 2002 LR23   | ۸ ژوئن ۲۰۰۲    |
| ۱۱۲۲۷۵ | 2002 LG24   | ۹ ژوئن ۲۰۰۲    |
| ۱۱۲۲۷۶ | 2002 LK24   | ۷ ژوئن ۲۰۰۲    |
| ۱۱۲۲۷۷ | 2002 LO25   | ۵ ژوئن ۲۰۰۲    |
| ۱۱۲۲۷۸ | 2002 LK26   | ۶ ژوئن ۲۰۰۲    |
| ۱۱۲۲۷۹ | 2002 LN26   | ۶ ژوئن ۲۰۰۲    |
| ۱۱۲۲۸۰ | 2002 LU27   | ۹ ژوئن ۲۰۰۲    |
| ۱۱۲۲۸۱ | 2002 LG28   | ۹ ژوئن ۲۰۰۲    |
| ۱۱۲۲۸۲ | 2002 LL28   | ۹ ژوئن ۲۰۰۲    |
| ۱۱۲۲۸۳ | 2002 LS28   | ۹ ژوئن ۲۰۰۲    |
| ۱۱۲۲۸۴ | 2002 LK29   | ۹ ژوئن ۲۰۰۲    |
| ۱۱۲۲۸۵ | 2002 LN30   | ۲ ژوئن ۲۰۰۲    |
| ۱۱۲۲۸۶ | 2002 LP30   | ۲ ژوئن ۲۰۰۲    |
| ۱۱۲۲۸۷ | 2002 LZ30   | ۴ ژوئن ۲۰۰۲    |
| ۱۱۲۲۸۸ | 2002 LK31   | ۱۰ ژوئن ۲۰۰۲   |
| ۱۱۲۲۸۹ | 2002 LL32   | ۹ ژوئن ۲۰۰۲    |
| ۱۱۲۲۹۰ | 2002 LB33   | ۳ ژوئن ۲۰۰۲    |
| ۱۱۲۲۹۱ | 2002 LO33   | ۵ ژوئن ۲۰۰۲    |
| ۱۱۲۲۹۲ | 2002 LJ35   | ۱۲ ژوئن ۲۰۰۲   |
| ۱۱۲۲۹۳ | 2002 LD36   | ۹ ژوئن ۲۰۰۲    |
| ۱۱۲۲۹۴ | 2002 LU36   | ۹ ژوئن ۲۰۰۲    |
| ۱۱۲۲۹۵ | 2002 LA37   | ۹ ژوئن ۲۰۰۲    |
| ۱۱۲۲۹۶ | 2002 LO37   | ۱۲ ژوئن ۲۰۰۲   |
| ۱۱۲۲۹۷ | 2002 LC39   | ۹ ژوئن ۲۰۰۲    |
| ۱۱۲۲۹۸ | 2002 LF39   | ۱۰ ژوئن ۲۰۰۲   |
| ۱۱۲۲۹۹ | 2002 LK39   | ۱۰ ژوئن ۲۰۰۲   |
| ۱۱۲۳۰۰ | 2002 LC41   | ۱۰ ژوئن ۲۰۰۲   |
| ۱۱۲۳۰۱ | 2002 LY42   | ۱۰ ژوئن ۲۰۰۲   |
| ۱۱۲۳۰۲ | 2002 LC44   | ۹ ژوئن ۲۰۰۲    |
| ۱۱۲۳۰۳ | 2002 LK44   | ۴ ژوئن ۲۰۰۲    |
| ۱۱۲۳۰۴ | 2002 LJ46   | ۱۱ ژوئن ۲۰۰۲   |
| ۱۱۲۳۰۵ | 2002 LL46   | ۱۱ ژوئن ۲۰۰۲   |
| ۱۱۲۳۰۶ | 2002 LL47   | ۱۲ ژوئن ۲۰۰۲   |
| ۱۱۲۳۰۷ | 2002 LQ47   | ۱۲ ژوئن ۲۰۰۲   |
| ۱۱۲۳۰۸ | 2002 LR47   | ۱۲ ژوئن ۲۰۰۲   |
| ۱۱۲۳۰۹ | 2002 LQ48   | ۱۰ ژوئن ۲۰۰۲   |
| ۱۱۲۳۱۰ | 2002 LV48   | ۱۲ ژوئن ۲۰۰۲   |
| ۱۱۲۳۱۱ | 2002 LV54   | ۹ ژوئن ۲۰۰۲    |
| ۱۱۲۳۱۲ | 2002 LW54   | ۹ ژوئن ۲۰۰۲    |
| ۱۱۲۳۱۳ | 2002 LL55   | ۱۲ ژوئن ۲۰۰۲   |
| ۱۱۲۳۱۴ | 2002 LN56   | ۹ ژوئن ۲۰۰۲    |
| ۱۱۲۳۱۵ | 2002 LA59   | ۱۰ ژوئن ۲۰۰۲   |
| ۱۱۲۳۱۶ | 2002 LC59   | ۱۰ ژوئن ۲۰۰۲   |
| ۱۱۲۳۱۷ | 2002 LO59   | ۶ ژوئن ۲۰۰۲    |
| ۱۱۲۳۱۸ | 2002 LD60   | ۱۰ ژوئن ۲۰۰۲   |
| ۱۱۲۳۱۸ | 2002 MM     | ۱۷ ژوئن ۲۰۰۲   |
| ۱۱۲۳۲۰ | 2002 MB1    | ۱۹ ژوئن ۲۰۰۲   |
| ۱۱۲۳۲۱ | 2002 MY1    | ۱۶ ژوئن ۲۰۰۲   |
| ۱۱۲۳۲۲ | 2002 MC2    | ۱۶ ژوئن ۲۰۰۲   |
| ۱۱۲۳۲۳ | 2002 MF2    | ۱۶ ژوئن ۲۰۰۲   |
| ۱۱۲۳۲۴ | 2002 MA3    | ۲۴ ژوئن ۲۰۰۲   |
| ۱۱۲۳۲۵ | 2002 MD3    | ۱۷ ژوئن ۲۰۰۲   |
| ۱۱۲۳۲۶ | 2002 MM4    | ۲۲ ژوئن ۲۰۰۲   |
| ۱۱۲۳۲۷ | 2002 MR4    | ۲۶ ژوئن ۲۰۰۲   |
| ۱۱۲۳۲۸ | Klinkerfues | ۱۶ ژوئن ۲۰۰۲   |
| ۱۱۲۳۲۸ | 2002 NY     | ۵ ژوئیه ۲۰۰۲   |
| ۱۱۲۳۳۰ | 2002 NC1    | ۵ ژوئیه ۲۰۰۲   |
| ۱۱۲۳۳۱ | 2002 NM1    | ۴ ژوئیه ۲۰۰۲   |
| ۱۱۲۳۳۲ | 2002 NT1    | ۶ ژوئیه ۲۰۰۲   |
| ۱۱۲۳۳۳ | 2002 NA2    | ۶ ژوئیه ۲۰۰۲   |
| ۱۱۲۳۳۴ | 2002 ND4    | ۱ ژوئیه ۲۰۰۲   |
| ۱۱۲۳۳۵ | 2002 NE4    | ۱ ژوئیه ۲۰۰۲   |
| ۱۱۲۳۳۶ | 2002 NJ4    | ۳ ژوئیه ۲۰۰۲   |
| ۱۱۲۳۳۷ | 2002 NR4    | ۱۰ ژوئیه ۲۰۰۲  |
| ۱۱۲۳۳۸ | 2002 NX5    | ۱۰ ژوئیه ۲۰۰۲  |
| ۱۱۲۳۳۹ | 2002 NF6    | ۱۱ ژوئیه ۲۰۰۲  |
| ۱۱۲۳۴۰ | 2002 NN6    | ۱۱ ژوئیه ۲۰۰۲  |
| ۱۱۲۳۴۱ | 2002 NY6    | ۹ ژوئیه ۲۰۰۲   |
| ۱۱۲۳۴۲ | 2002 NB7    | ۹ ژوئیه ۲۰۰۲   |
| ۱۱۲۳۴۳ | 2002 NE7    | ۹ ژوئیه ۲۰۰۲   |
| ۱۱۲۳۴۴ | 2002 NW8    | ۱ ژوئیه ۲۰۰۲   |
| ۱۱۲۳۴۵ | 2002 ND9    | ۱ ژوئیه ۲۰۰۲   |
| ۱۱۲۳۴۶ | 2002 NC10   | ۴ ژوئیه ۲۰۰۲   |
| ۱۱۲۳۴۷ | 2002 NS10   | ۴ ژوئیه ۲۰۰۲   |
| ۱۱۲۳۴۸ | 2002 NU10   | ۴ ژوئیه ۲۰۰۲   |
| ۱۱۲۳۴۹ | 2002 NA11   | ۴ ژوئیه ۲۰۰۲   |
| ۱۱۲۳۵۰ | 2002 NG11   | ۴ ژوئیه ۲۰۰۲   |
| ۱۱۲۳۵۱ | 2002 NO11   | ۴ ژوئیه ۲۰۰۲   |
| ۱۱۲۳۵۲ | 2002 NK12   | ۴ ژوئیه ۲۰۰۲   |
| ۱۱۲۳۵۳ | 2002 NB13   | ۴ ژوئیه ۲۰۰۲   |
| ۱۱۲۳۵۴ | 2002 NE13   | ۴ ژوئیه ۲۰۰۲   |
| ۱۱۲۳۵۵ | 2002 NU14   | ۵ ژوئیه ۲۰۰۲   |
| ۱۱۲۳۵۶ | 2002 NY14   | ۵ ژوئیه ۲۰۰۲   |
| ۱۱۲۳۵۷ | 2002 NV15   | ۵ ژوئیه ۲۰۰۲   |
| ۱۱۲۳۵۸ | 2002 NH16   | ۵ ژوئیه ۲۰۰۲   |
| ۱۱۲۳۵۹ | 2002 NJ16   | ۵ ژوئیه ۲۰۰۲   |
| ۱۱۲۳۶۰ | 2002 NU17   | ۹ ژوئیه ۲۰۰۲   |
| ۱۱۲۳۶۱ | 2002 NB18   | ۹ ژوئیه ۲۰۰۲   |
| ۱۱۲۳۶۲ | 2002 ND18   | ۹ ژوئیه ۲۰۰۲   |
| ۱۱۲۳۶۳ | 2002 NH18   | ۹ ژوئیه ۲۰۰۲   |
| ۱۱۲۳۶۴ | 2002 NK18   | ۹ ژوئیه ۲۰۰۲   |
| ۱۱۲۳۶۵ | 2002 NS18   | ۹ ژوئیه ۲۰۰۲   |
| ۱۱۲۳۶۶ | 2002 NU18   | ۹ ژوئیه ۲۰۰۲   |
| ۱۱۲۳۶۷ | 2002 NV18   | ۹ ژوئیه ۲۰۰۲   |
| ۱۱۲۳۶۸ | 2002 NC19   | ۹ ژوئیه ۲۰۰۲   |
| ۱۱۲۳۶۹ | 2002 NV19   | ۹ ژوئیه ۲۰۰۲   |
| ۱۱۲۳۷۰ | 2002 NO20   | ۹ ژوئیه ۲۰۰۲   |
| ۱۱۲۳۷۱ | 2002 NV20   | ۹ ژوئیه ۲۰۰۲   |
| ۱۱۲۳۷۲ | 2002 NW21   | ۹ ژوئیه ۲۰۰۲   |
| ۱۱۲۳۷۳ | 2002 NM22   | ۹ ژوئیه ۲۰۰۲   |
| ۱۱۲۳۷۴ | 2002 NC24   | ۹ ژوئیه ۲۰۰۲   |
| ۱۱۲۳۷۵ | 2002 ND24   | ۹ ژوئیه ۲۰۰۲   |
| ۱۱۲۳۷۶ | 2002 NF24   | ۹ ژوئیه ۲۰۰۲   |
| ۱۱۲۳۷۷ | 2002 NP24   | ۹ ژوئیه ۲۰۰۲   |
| ۱۱۲۳۷۸ | 2002 NV25   | ۹ ژوئیه ۲۰۰۲   |
| ۱۱۲۳۷۹ | 2002 NW25   | ۹ ژوئیه ۲۰۰۲   |
| ۱۱۲۳۸۰ | 2002 NN27   | ۹ ژوئیه ۲۰۰۲   |
| ۱۱۲۳۸۱ | 2002 NR27   | ۹ ژوئیه ۲۰۰۲   |
| ۱۱۲۳۸۲ | 2002 NV27   | ۹ ژوئیه ۲۰۰۲   |
| ۱۱۲۳۸۳ | 2002 NL28   | ۱۲ ژوئیه ۲۰۰۲  |
| ۱۱۲۳۸۴ | 2002 NO28   | ۱۲ ژوئیه ۲۰۰۲  |
| ۱۱۲۳۸۵ | 2002 NY28   | ۱۳ ژوئیه ۲۰۰۲  |
| ۱۱۲۳۸۶ | 2002 NL29   | ۱۴ ژوئیه ۲۰۰۲  |
| ۱۱۲۳۸۷ | 2002 NM29   | ۱۴ ژوئیه ۲۰۰۲  |
| ۱۱۲۳۸۸ | 2002 NU29   | ۹ ژوئیه ۲۰۰۲   |
| ۱۱۲۳۸۹ | 2002 NC31   | ۱۵ ژوئیه ۲۰۰۲  |
| ۱۱۲۳۹۰ | 2002 NN31   | ۸ ژوئیه ۲۰۰۲   |
| ۱۱۲۳۹۱ | 2002 NZ32   | ۱۳ ژوئیه ۲۰۰۲  |
| ۱۱۲۳۹۲ | 2002 NA33   | ۱۳ ژوئیه ۲۰۰۲  |
| ۱۱۲۳۹۳ | 2002 ND33   | ۱۳ ژوئیه ۲۰۰۲  |
| ۱۱۲۳۹۴ | 2002 NF33   | ۱۳ ژوئیه ۲۰۰۲  |
| ۱۱۲۳۹۵ | 2002 NK33   | ۱۳ ژوئیه ۲۰۰۲  |
| ۱۱۲۳۹۶ | 2002 NR33   | ۱۳ ژوئیه ۲۰۰۲  |
| ۱۱۲۳۹۷ | 2002 NP35   | ۹ ژوئیه ۲۰۰۲   |
| ۱۱۲۳۹۸ | 2002 NU35   | ۹ ژوئیه ۲۰۰۲   |
| ۱۱۲۳۹۹ | 2002 NF36   | ۹ ژوئیه ۲۰۰۲   |
| ۱۱۲۴۰۰ | 2002 NG36   | ۹ ژوئیه ۲۰۰۲   |
| ۱۱۲۴۰۱ | 2002 NN37   | ۹ ژوئیه ۲۰۰۲   |
| ۱۱۲۴۰۲ | 2002 NO37   | ۹ ژوئیه ۲۰۰۲   |
| ۱۱۲۴۰۳ | 2002 NZ37   | ۹ ژوئیه ۲۰۰۲   |
| ۱۱۲۴۰۴ | 2002 NC38   | ۹ ژوئیه ۲۰۰۲   |
| ۱۱۲۴۰۵ | 2002 NS38   | ۱۳ ژوئیه ۲۰۰۲  |
| ۱۱۲۴۰۶ | 2002 NJ39   | ۱۳ ژوئیه ۲۰۰۲  |
| ۱۱۲۴۰۷ | 2002 NU39   | ۱۴ ژوئیه ۲۰۰۲  |
| ۱۱۲۴۰۸ | 2002 NE40   | ۱۴ ژوئیه ۲۰۰۲  |
| ۱۱۲۴۰۹ | 2002 NN40   | ۱۴ ژوئیه ۲۰۰۲  |
| ۱۱۲۴۱۰ | 2002 NT40   | ۱۴ ژوئیه ۲۰۰۲  |
| ۱۱۲۴۱۱ | 2002 NN41   | ۱۴ ژوئیه ۲۰۰۲  |
| ۱۱۲۴۱۲ | 2002 NH42   | ۱۴ ژوئیه ۲۰۰۲  |
| ۱۱۲۴۱۳ | 2002 NQ42   | ۱۵ ژوئیه ۲۰۰۲  |
| ۱۱۲۴۱۴ | 2002 NV42   | ۱۵ ژوئیه ۲۰۰۲  |
| ۱۱۲۴۱۵ | 2002 NW42   | ۱۵ ژوئیه ۲۰۰۲  |
| ۱۱۲۴۱۶ | 2002 NB43   | ۱۵ ژوئیه ۲۰۰۲  |
| ۱۱۲۴۱۷ | 2002 NJ43   | ۱۵ ژوئیه ۲۰۰۲  |
| ۱۱۲۴۱۸ | 2002 NY44   | ۱۲ ژوئیه ۲۰۰۲  |
| ۱۱۲۴۱۹ | 2002 NH45   | ۱۳ ژوئیه ۲۰۰۲  |
| ۱۱۲۴۲۰ | 2002 NF46   | ۱۳ ژوئیه ۲۰۰۲  |
| ۱۱۲۴۲۱ | 2002 NT46   | ۱۳ ژوئیه ۲۰۰۲  |
| ۱۱۲۴۲۲ | 2002 NU46   | ۱۳ ژوئیه ۲۰۰۲  |
| ۱۱۲۴۲۳ | 2002 NH47   | ۱۴ ژوئیه ۲۰۰۲  |
| ۱۱۲۴۲۴ | 2002 NU47   | ۱۴ ژوئیه ۲۰۰۲  |
| ۱۱۲۴۲۵ | 2002 NX47   | ۱۴ ژوئیه ۲۰۰۲  |
| ۱۱۲۴۲۶ | 2002 NO48   | ۱۳ ژوئیه ۲۰۰۲  |
| ۱۱۲۴۲۷ | 2002 NC49   | ۱۵ ژوئیه ۲۰۰۲  |
| ۱۱۲۴۲۸ | 2002 NP50   | ۱۴ ژوئیه ۲۰۰۲  |
| ۱۱۲۴۲۹ | 2002 NC51   | ۴ ژوئیه ۲۰۰۲   |
| ۱۱۲۴۳۰ | 2002 NJ51   | ۵ ژوئیه ۲۰۰۲   |
| ۱۱۲۴۳۱ | 2002 NV52   | ۱۴ ژوئیه ۲۰۰۲  |
| ۱۱۲۴۳۲ | 2002 ND53   | ۱۴ ژوئیه ۲۰۰۲  |
| ۱۱۲۴۳۳ | 2002 NC57   | ۱۴ ژوئیه ۲۰۰۲  |
| ۱۱۲۴۳۳ | 2002 OD     | ۱۶ ژوئیه ۲۰۰۲  |
| ۱۱۲۴۳۳ | 2002 OO     | ۱۷ ژوئیه ۲۰۰۲  |
| ۱۱۲۴۳۶ | 2002 OG1    | ۱۷ ژوئیه ۲۰۰۲  |
| ۱۱۲۴۳۷ | 2002 OA2    | ۱۷ ژوئیه ۲۰۰۲  |
| ۱۱۲۴۳۸ | 2002 OJ2    | ۱۷ ژوئیه ۲۰۰۲  |
| ۱۱۲۴۳۹ | 2002 OB3    | ۱۷ ژوئیه ۲۰۰۲  |
| ۱۱۲۴۴۰ | 2002 OG3    | ۱۷ ژوئیه ۲۰۰۲  |
| ۱۱۲۴۴۱ | 2002 OL3    | ۱۷ ژوئیه ۲۰۰۲  |
| ۱۱۲۴۴۲ | 2002 OM3    | ۱۷ ژوئیه ۲۰۰۲  |
| ۱۱۲۴۴۳ | 2002 OF4    | ۱۷ ژوئیه ۲۰۰۲  |
| ۱۱۲۴۴۴ | 2002 OR4    | ۱۶ ژوئیه ۲۰۰۲  |
| ۱۱۲۴۴۵ | 2002 OS5    | ۲۰ ژوئیه ۲۰۰۲  |
| ۱۱۲۴۴۶ | 2002 OV6    | ۲۰ ژوئیه ۲۰۰۲  |
| ۱۱۲۴۴۷ | 2002 OB7    | ۲۰ ژوئیه ۲۰۰۲  |
| ۱۱۲۴۴۸ | 2002 OJ7    | ۲۰ ژوئیه ۲۰۰۲  |
| ۱۱۲۴۴۹ | 2002 OD8    | ۱۸ ژوئیه ۲۰۰۲  |
| ۱۱۲۴۵۰ | 2002 OF8    | ۱۸ ژوئیه ۲۰۰۲  |
| ۱۱۲۴۵۱ | 2002 OU8    | ۲۱ ژوئیه ۲۰۰۲  |
| ۱۱۲۴۵۲ | 2002 OY8    | ۲۱ ژوئیه ۲۰۰۲  |
| ۱۱۲۴۵۳ | 2002 OC9    | ۲۱ ژوئیه ۲۰۰۲  |
| ۱۱۲۴۵۴ | 2002 OQ9    | ۲۱ ژوئیه ۲۰۰۲  |
| ۱۱۲۴۵۵ | 2002 OQ10   | ۲۲ ژوئیه ۲۰۰۲  |
| ۱۱۲۴۵۶ | 2002 OR10   | ۲۲ ژوئیه ۲۰۰۲  |
| ۱۱۲۴۵۷ | 2002 OT10   | ۲۲ ژوئیه ۲۰۰۲  |
| ۱۱۲۴۵۸ | 2002 OX10   | ۲۲ ژوئیه ۲۰۰۲  |
| ۱۱۲۴۵۹ | 2002 OG11   | ۱۶ ژوئیه ۲۰۰۲  |
| ۱۱۲۴۶۰ | 2002 OW12   | ۱۷ ژوئیه ۲۰۰۲  |
| ۱۱۲۴۶۱ | 2002 OX12   | ۱۷ ژوئیه ۲۰۰۲  |
| ۱۱۲۴۶۲ | 2002 OJ13   | ۱۸ ژوئیه ۲۰۰۲  |
| ۱۱۲۴۶۳ | 2002 OO13   | ۱۸ ژوئیه ۲۰۰۲  |
| ۱۱۲۴۶۴ | 2002 OQ13   | ۱۸ ژوئیه ۲۰۰۲  |
| ۱۱۲۴۶۵ | 2002 OR13   | ۱۸ ژوئیه ۲۰۰۲  |
| ۱۱۲۴۶۶ | 2002 OE14   | ۱۸ ژوئیه ۲۰۰۲  |
| ۱۱۲۴۶۷ | 2002 OM14   | ۱۸ ژوئیه ۲۰۰۲  |
| ۱۱۲۴۶۸ | 2002 OF15   | ۱۸ ژوئیه ۲۰۰۲  |
| ۱۱۲۴۶۹ | 2002 OV17   | ۱۸ ژوئیه ۲۰۰۲  |
| ۱۱۲۴۷۰ | 2002 OK18   | ۱۸ ژوئیه ۲۰۰۲  |
| ۱۱۲۴۷۱ | 2002 OU18   | ۱۸ ژوئیه ۲۰۰۲  |
| ۱۱۲۴۷۲ | 2002 OC19   | ۲۰ ژوئیه ۲۰۰۲  |
| ۱۱۲۴۷۳ | 2002 ON19   | ۲۱ ژوئیه ۲۰۰۲  |
| ۱۱۲۴۷۴ | 2002 OB21   | ۲۲ ژوئیه ۲۰۰۲  |
| ۱۱۲۴۷۵ | 2002 OE21   | ۲۲ ژوئیه ۲۰۰۲  |
| ۱۱۲۴۷۶ | 2002 OG23   | ۳۰ ژوئیه ۲۰۰۲  |
| ۱۱۲۴۷۷ | 2002 OU23   | ۱۷ ژوئیه ۲۰۰۲  |
| ۱۱۲۴۷۸ | 2002 OJ24   | ۳۰ ژوئیه ۲۰۰۲  |
| ۱۱۲۴۷۹ | 2002 OE25   | ۲۹ ژوئیه ۲۰۰۲  |
| ۱۱۲۴۸۰ | 2002 OF25   | ۲۹ ژوئیه ۲۰۰۲  |
| ۱۱۲۴۸۱ | 2002 OZ25   | ۳۰ ژوئیه ۲۰۰۲  |
| ۱۱۲۴۸۲ | 2002 OJ26   | ۲۴ ژوئیه ۲۰۰۲  |
| ۱۱۲۴۸۲ | 2002 PA     | ۱ اوت ۲۰۰۲     |
| ۱۱۲۴۸۴ | 2002 PB1    | ۴ اوت ۲۰۰۲     |
| ۱۱۲۴۸۵ | 2002 PJ1    | ۴ اوت ۲۰۰۲     |
| ۱۱۲۴۸۶ | 2002 PT1    | ۲ اوت ۲۰۰۲     |
| ۱۱۲۴۸۷ | 2002 PO2    | ۳ اوت ۲۰۰۲     |
| ۱۱۲۴۸۸ | 2002 PY2    | ۳ اوت ۲۰۰۲     |
| ۱۱۲۴۸۹ | 2002 PG3    | ۳ اوت ۲۰۰۲     |
| ۱۱۲۴۹۰ | 2002 PB5    | ۴ اوت ۲۰۰۲     |
| ۱۱۲۴۹۱ | 2002 PH5    | ۴ اوت ۲۰۰۲     |
| ۱۱۲۴۹۲ | 2002 PA6    | ۲ اوت ۲۰۰۲     |
| ۱۱۲۴۹۳ | 2002 PR6    | ۶ اوت ۲۰۰۲     |
| ۱۱۲۴۹۴ | 2002 PJ8    | ۵ اوت ۲۰۰۲     |
| ۱۱۲۴۹۵ | 2002 PQ10   | ۵ اوت ۲۰۰۲     |
| ۱۱۲۴۹۶ | 2002 PR10   | ۵ اوت ۲۰۰۲     |
| ۱۱۲۴۹۷ | 2002 PU10   | ۵ اوت ۲۰۰۲     |
| ۱۱۲۴۹۸ | 2002 PU11   | ۸ اوت ۲۰۰۲     |
| ۱۱۲۴۹۹ | 2002 PC14   | ۶ اوت ۲۰۰۲     |
| ۱۱۲۵۰۰ | 2002 PP15   | ۶ اوت ۲۰۰۲     |
| ۱۱۲۵۰۱ | 2002 PT15   | ۶ اوت ۲۰۰۲     |
| ۱۱۲۵۰۲ | 2002 PA18   | ۶ اوت ۲۰۰۲     |
| ۱۱۲۵۰۳ | 2002 PU18   | ۶ اوت ۲۰۰۲     |
| ۱۱۲۵۰۴ | 2002 PT19   | ۶ اوت ۲۰۰۲     |
| ۱۱۲۵۰۵ | 2002 PM21   | ۶ اوت ۲۰۰۲     |
| ۱۱۲۵۰۶ | 2002 PV21   | ۶ اوت ۲۰۰۲     |
| ۱۱۲۵۰۷ | 2002 PE22   | ۶ اوت ۲۰۰۲     |
| ۱۱۲۵۰۸ | 2002 PF22   | ۶ اوت ۲۰۰۲     |
| ۱۱۲۵۰۹ | 2002 PV22   | ۶ اوت ۲۰۰۲     |
| ۱۱۲۵۱۰ | 2002 PO23   | ۶ اوت ۲۰۰۲     |
| ۱۱۲۵۱۱ | 2002 PP24   | ۶ اوت ۲۰۰۲     |
| ۱۱۲۵۱۲ | 2002 PV24   | ۶ اوت ۲۰۰۲     |
| ۱۱۲۵۱۳ | 2002 PA25   | ۶ اوت ۲۰۰۲     |
| ۱۱۲۵۱۴ | 2002 PA26   | ۶ اوت ۲۰۰۲     |
| ۱۱۲۵۱۵ | 2002 PC26   | ۶ اوت ۲۰۰۲     |
| ۱۱۲۵۱۶ | 2002 PG26   | ۶ اوت ۲۰۰۲     |
| ۱۱۲۵۱۷ | 2002 PT27   | ۶ اوت ۲۰۰۲     |
| ۱۱۲۵۱۸ | 2002 PG28   | ۶ اوت ۲۰۰۲     |
| ۱۱۲۵۱۹ | 2002 PL28   | ۶ اوت ۲۰۰۲     |
| ۱۱۲۵۲۰ | 2002 PD29   | ۶ اوت ۲۰۰۲     |
| ۱۱۲۵۲۱ | 2002 PK29   | ۶ اوت ۲۰۰۲     |
| ۱۱۲۵۲۲ | 2002 PA30   | ۶ اوت ۲۰۰۲     |
| ۱۱۲۵۲۳ | 2002 PF30   | ۶ اوت ۲۰۰۲     |
| ۱۱۲۵۲۴ | 2002 PS30   | ۶ اوت ۲۰۰۲     |
| ۱۱۲۵۲۵ | 2002 PQ31   | ۶ اوت ۲۰۰۲     |
| ۱۱۲۵۲۶ | 2002 PJ32   | ۶ اوت ۲۰۰۲     |
| ۱۱۲۵۲۷ | 2002 PJ33   | ۵ اوت ۲۰۰۲     |
| ۱۱۲۵۲۸ | 2002 PF35   | ۶ اوت ۲۰۰۲     |
| ۱۱۲۵۲۹ | 2002 PR35   | ۶ اوت ۲۰۰۲     |
| ۱۱۲۵۳۰ | 2002 PH36   | ۶ اوت ۲۰۰۲     |
| ۱۱۲۵۳۱ | 2002 PK36   | ۶ اوت ۲۰۰۲     |
| ۱۱۲۵۳۲ | 2002 PY37   | ۵ اوت ۲۰۰۲     |
| ۱۱۲۵۳۳ | 2002 PC38   | ۶ اوت ۲۰۰۲     |
| ۱۱۲۵۳۴ | 2002 PG38   | ۶ اوت ۲۰۰۲     |
| ۱۱۲۵۳۵ | 2002 PQ38   | ۶ اوت ۲۰۰۲     |
| ۱۱۲۵۳۶ | 2002 PS38   | ۶ اوت ۲۰۰۲     |
| ۱۱۲۵۳۷ | 2002 PK39   | ۷ اوت ۲۰۰۲     |
| ۱۱۲۵۳۸ | 2002 PU39   | ۷ اوت ۲۰۰۲     |
| ۱۱۲۵۳۹ | 2002 PB40   | ۸ اوت ۲۰۰۲     |
| ۱۱۲۵۴۰ | 2002 PE40   | ۱۰ اوت ۲۰۰۲    |
| ۱۱۲۵۴۱ | 2002 PL40   | ۸ اوت ۲۰۰۲     |
| ۱۱۲۵۴۲ | 2002 PN40   | ۸ اوت ۲۰۰۲     |
| ۱۱۲۵۴۳ | 2002 PP41   | ۵ اوت ۲۰۰۲     |
| ۱۱۲۵۴۴ | 2002 PY41   | ۵ اوت ۲۰۰۲     |
| ۱۱۲۵۴۵ | 2002 PD42   | ۵ اوت ۲۰۰۲     |
| ۱۱۲۵۴۶ | 2002 PF42   | ۵ اوت ۲۰۰۲     |
| ۱۱۲۵۴۷ | 2002 PK42   | ۵ اوت ۲۰۰۲     |
| ۱۱۲۵۴۸ | 2002 PL42   | ۵ اوت ۲۰۰۲     |
| ۱۱۲۵۴۹ | 2002 PZ42   | ۱۱ اوت ۲۰۰۲    |
| ۱۱۲۵۵۰ | 2002 PY43   | ۵ اوت ۲۰۰۲     |
| ۱۱۲۵۵۱ | 2002 PA44   | ۵ اوت ۲۰۰۲     |
| ۱۱۲۵۵۲ | 2002 PB44   | ۵ اوت ۲۰۰۲     |
| ۱۱۲۵۵۳ | 2002 PK44   | ۵ اوت ۲۰۰۲     |
| ۱۱۲۵۵۴ | 2002 PP44   | ۵ اوت ۲۰۰۲     |
| ۱۱۲۵۵۵ | 2002 PF45   | ۵ اوت ۲۰۰۲     |
| ۱۱۲۵۵۶ | 2002 PD46   | ۹ اوت ۲۰۰۲     |
| ۱۱۲۵۵۷ | 2002 PE46   | ۹ اوت ۲۰۰۲     |
| ۱۱۲۵۵۸ | 2002 PS46   | ۹ اوت ۲۰۰۲     |
| ۱۱۲۵۵۹ | 2002 PB47   | ۱۰ اوت ۲۰۰۲    |
| ۱۱۲۵۶۰ | 2002 PD47   | ۱۰ اوت ۲۰۰۲    |
| ۱۱۲۵۶۱ | 2002 PM47   | ۱۰ اوت ۲۰۰۲    |
| ۱۱۲۵۶۲ | 2002 PA48   | ۱۰ اوت ۲۰۰۲    |
| ۱۱۲۵۶۳ | 2002 PC48   | ۱۰ اوت ۲۰۰۲    |
| ۱۱۲۵۶۴ | 2002 PZ49   | ۱۰ اوت ۲۰۰۲    |
| ۱۱۲۵۶۵ | 2002 PA50   | ۱۰ اوت ۲۰۰۲    |
| ۱۱۲۵۶۶ | 2002 PE50   | ۱۰ اوت ۲۰۰۲    |
| ۱۱۲۵۶۷ | 2002 PL50   | ۱۰ اوت ۲۰۰۲    |
| ۱۱۲۵۶۸ | 2002 PR50   | ۱۰ اوت ۲۰۰۲    |
| ۱۱۲۵۶۹ | 2002 PS50   | ۱۰ اوت ۲۰۰۲    |
| ۱۱۲۵۷۰ | 2002 PV50   | ۱۰ اوت ۲۰۰۲    |
| ۱۱۲۵۷۱ | 2002 PX50   | ۱۰ اوت ۲۰۰۲    |
| ۱۱۲۵۷۲ | 2002 PO51   | ۸ اوت ۲۰۰۲     |
| ۱۱۲۵۷۳ | 2002 PU51   | ۸ اوت ۲۰۰۲     |
| ۱۱۲۵۷۴ | 2002 PW51   | ۸ اوت ۲۰۰۲     |
| ۱۱۲۵۷۵ | 2002 PH52   | ۸ اوت ۲۰۰۲     |
| ۱۱۲۵۷۶ | 2002 PY52   | ۸ اوت ۲۰۰۲     |
| ۱۱۲۵۷۷ | 2002 PA53   | ۸ اوت ۲۰۰۲     |
| ۱۱۲۵۷۸ | 2002 PN54   | ۵ اوت ۲۰۰۲     |
| ۱۱۲۵۷۹ | 2002 PT54   | ۵ اوت ۲۰۰۲     |
| ۱۱۲۵۸۰ | 2002 PV54   | ۹ اوت ۲۰۰۲     |
| ۱۱۲۵۸۱ | 2002 PY54   | ۹ اوت ۲۰۰۲     |
| ۱۱۲۵۸۲ | 2002 PZ54   | ۹ اوت ۲۰۰۲     |
| ۱۱۲۵۸۳ | 2002 PT55   | ۹ اوت ۲۰۰۲     |
| ۱۱۲۵۸۴ | 2002 PY55   | ۹ اوت ۲۰۰۲     |
| ۱۱۲۵۸۵ | 2002 PD56   | ۹ اوت ۲۰۰۲     |
| ۱۱۲۵۸۶ | 2002 PS56   | ۹ اوت ۲۰۰۲     |
| ۱۱۲۵۸۷ | 2002 PU56   | ۹ اوت ۲۰۰۲     |
| ۱۱۲۵۸۸ | 2002 PB57   | ۹ اوت ۲۰۰۲     |
| ۱۱۲۵۸۹ | 2002 PD57   | ۹ اوت ۲۰۰۲     |
| ۱۱۲۵۹۰ | 2002 PJ57   | ۹ اوت ۲۰۰۲     |
| ۱۱۲۵۹۱ | 2002 PK57   | ۹ اوت ۲۰۰۲     |
| ۱۱۲۵۹۲ | 2002 PP57   | ۹ اوت ۲۰۰۲     |
| ۱۱۲۵۹۳ | 2002 PS57   | ۹ اوت ۲۰۰۲     |
| ۱۱۲۵۹۴ | 2002 PQ58   | ۱۰ اوت ۲۰۰۲    |
| ۱۱۲۵۹۵ | 2002 PR58   | ۱۰ اوت ۲۰۰۲    |
| ۱۱۲۵۹۶ | 2002 PZ58   | ۱۰ اوت ۲۰۰۲    |
| ۱۱۲۵۹۷ | 2002 PA59   | ۱۰ اوت ۲۰۰۲    |
| ۱۱۲۵۹۸ | 2002 PE59   | ۱۰ اوت ۲۰۰۲    |
| ۱۱۲۵۹۹ | 2002 PQ59   | ۱۰ اوت ۲۰۰۲    |
| ۱۱۲۶۰۰ | 2002 PJ60   | ۱۰ اوت ۲۰۰۲    |
| ۱۱۲۶۰۱ | 2002 PN60   | ۱۰ اوت ۲۰۰۲    |
| ۱۱۲۶۰۲ | 2002 PP60   | ۱۰ اوت ۲۰۰۲    |
| ۱۱۲۶۰۳ | 2002 PW60   | ۱۰ اوت ۲۰۰۲    |
| ۱۱۲۶۰۴ | 2002 PX60   | ۱۰ اوت ۲۰۰۲    |
| ۱۱۲۶۰۵ | 2002 PZ60   | ۱۰ اوت ۲۰۰۲    |
| ۱۱۲۶۰۶ | 2002 PL61   | ۱۱ اوت ۲۰۰۲    |
| ۱۱۲۶۰۷ | 2002 PT62   | ۸ اوت ۲۰۰۲     |
| ۱۱۲۶۰۸ | 2002 PC63   | ۸ اوت ۲۰۰۲     |
| ۱۱۲۶۰۹ | 2002 PE63   | ۸ اوت ۲۰۰۲     |
| ۱۱۲۶۱۰ | 2002 PE64   | ۳ اوت ۲۰۰۲     |
| ۱۱۲۶۱۱ | 2002 PQ64   | ۳ اوت ۲۰۰۲     |
| ۱۱۲۶۱۲ | 2002 PX64   | ۴ اوت ۲۰۰۲     |
| ۱۱۲۶۱۳ | 2002 PL65   | ۴ اوت ۲۰۰۲     |
| ۱۱۲۶۱۴ | 2002 PM67   | ۶ اوت ۲۰۰۲     |
| ۱۱۲۶۱۵ | 2002 PW67   | ۶ اوت ۲۰۰۲     |
| ۱۱۲۶۱۶ | 2002 PD68   | ۶ اوت ۲۰۰۲     |
| ۱۱۲۶۱۷ | 2002 PW69   | ۱۱ اوت ۲۰۰۲    |
| ۱۱۲۶۱۸ | 2002 PZ69   | ۱۱ اوت ۲۰۰۲    |
| ۱۱۲۶۱۹ | 2002 PR70   | ۱۱ اوت ۲۰۰۲    |
| ۱۱۲۶۲۰ | 2002 PT70   | ۱۱ اوت ۲۰۰۲    |
| ۱۱۲۶۲۱ | 2002 PV70   | ۱۱ اوت ۲۰۰۲    |
| ۱۱۲۶۲۲ | 2002 PY70   | ۱۱ اوت ۲۰۰۲    |
| ۱۱۲۶۲۳ | 2002 PB71   | ۱۱ اوت ۲۰۰۲    |
| ۱۱۲۶۲۴ | 2002 PM73   | ۱۲ اوت ۲۰۰۲    |
| ۱۱۲۶۲۵ | 2002 PO73   | ۱۲ اوت ۲۰۰۲    |
| ۱۱۲۶۲۶ | 2002 PV74   | ۱۲ اوت ۲۰۰۲    |
| ۱۱۲۶۲۷ | 2002 PX75   | ۸ اوت ۲۰۰۲     |
| ۱۱۲۶۲۸ | 2002 PF76   | ۸ اوت ۲۰۰۲     |
| ۱۱۲۶۲۹ | 2002 PY76   | ۱۱ اوت ۲۰۰۲    |
| ۱۱۲۶۳۰ | 2002 PA77   | ۱۱ اوت ۲۰۰۲    |
| ۱۱۲۶۳۱ | 2002 PT77   | ۱۱ اوت ۲۰۰۲    |
| ۱۱۲۶۳۲ | 2002 PM78   | ۱۱ اوت ۲۰۰۲    |
| ۱۱۲۶۳۳ | 2002 PR78   | ۱۱ اوت ۲۰۰۲    |
| ۱۱۲۶۳۴ | 2002 PV78   | ۱۱ اوت ۲۰۰۲    |
| ۱۱۲۶۳۵ | 2002 PZ78   | ۱۱ اوت ۲۰۰۲    |
| ۱۱۲۶۳۶ | 2002 PJ79   | ۱۱ اوت ۲۰۰۲    |
| ۱۱۲۶۳۷ | 2002 PK80   | ۶ اوت ۲۰۰۲     |
| ۱۱۲۶۳۸ | 2002 PQ81   | ۹ اوت ۲۰۰۲     |
| ۱۱۲۶۳۹ | 2002 PT81   | ۹ اوت ۲۰۰۲     |
| ۱۱۲۶۴۰ | 2002 PW81   | ۹ اوت ۲۰۰۲     |
| ۱۱۲۶۴۱ | 2002 PC82   | ۹ اوت ۲۰۰۲     |
| ۱۱۲۶۴۲ | 2002 PE82   | ۹ اوت ۲۰۰۲     |
| ۱۱۲۶۴۳ | 2002 PP82   | ۱۰ اوت ۲۰۰۲    |
| ۱۱۲۶۴۴ | 2002 PV82   | ۱۰ اوت ۲۰۰۲    |
| ۱۱۲۶۴۵ | 2002 PX82   | ۱۰ اوت ۲۰۰۲    |
| ۱۱۲۶۴۶ | 2002 PJ83   | ۱۰ اوت ۲۰۰۲    |
| ۱۱۲۶۴۷ | 2002 PQ83   | ۱۰ اوت ۲۰۰۲    |
| ۱۱۲۶۴۸ | 2002 PR83   | ۱۰ اوت ۲۰۰۲    |
| ۱۱۲۶۴۹ | 2002 PA84   | ۱۰ اوت ۲۰۰۲    |
| ۱۱۲۶۵۰ | 2002 PF84   | ۱۰ اوت ۲۰۰۲    |
| ۱۱۲۶۵۱ | 2002 PK84   | ۱۰ اوت ۲۰۰۲    |
| ۱۱۲۶۵۲ | 2002 PB85   | ۱۰ اوت ۲۰۰۲    |
| ۱۱۲۶۵۳ | 2002 PN85   | ۱۰ اوت ۲۰۰۲    |
| ۱۱۲۶۵۴ | 2002 PP85   | ۱۰ اوت ۲۰۰۲    |
| ۱۱۲۶۵۵ | 2002 PT85   | ۱۲ اوت ۲۰۰۲    |
| ۱۱۲۶۵۶ | 2002 PM86   | ۱۲ اوت ۲۰۰۲    |
| ۱۱۲۶۵۷ | 2002 PO86   | ۱۳ اوت ۲۰۰۲    |
| ۱۱۲۶۵۸ | 2002 PQ86   | ۱۳ اوت ۲۰۰۲    |
| ۱۱۲۶۵۹ | 2002 PS86   | ۱۳ اوت ۲۰۰۲    |
| ۱۱۲۶۶۰ | 2002 PX86   | ۱۴ اوت ۲۰۰۲    |
| ۱۱۲۶۶۱ | 2002 PR87   | ۱۴ اوت ۲۰۰۲    |
| ۱۱۲۶۶۲ | 2002 PE88   | ۱۲ اوت ۲۰۰۲    |
| ۱۱۲۶۶۳ | 2002 PK88   | ۱۲ اوت ۲۰۰۲    |
| ۱۱۲۶۶۴ | 2002 PN89   | ۱۱ اوت ۲۰۰۲    |
| ۱۱۲۶۶۵ | 2002 PY89   | ۱۱ اوت ۲۰۰۲    |
| ۱۱۲۶۶۶ | 2002 PK91   | ۱۳ اوت ۲۰۰۲    |
| ۱۱۲۶۶۷ | 2002 PR91   | ۱۴ اوت ۲۰۰۲    |
| ۱۱۲۶۶۸ | 2002 PH92   | ۱۴ اوت ۲۰۰۲    |
| ۱۱۲۶۶۹ | 2002 PM92   | ۱۴ اوت ۲۰۰۲    |
| ۱۱۲۶۷۰ | 2002 PT93   | ۱۱ اوت ۲۰۰۲    |
| ۱۱۲۶۷۱ | 2002 PV94   | ۱۲ اوت ۲۰۰۲    |
| ۱۱۲۶۷۲ | 2002 PW94   | ۱۲ اوت ۲۰۰۲    |
| ۱۱۲۶۷۳ | 2002 PA95   | ۱۲ اوت ۲۰۰۲    |
| ۱۱۲۶۷۴ | 2002 PJ95   | ۱۳ اوت ۲۰۰۲    |
| ۱۱۲۶۷۵ | 2002 PK95   | ۱۴ اوت ۲۰۰۲    |
| ۱۱۲۶۷۶ | 2002 PQ95   | ۱۴ اوت ۲۰۰۲    |
| ۱۱۲۶۷۷ | 2002 PW95   | ۱۴ اوت ۲۰۰۲    |
| ۱۱۲۶۷۸ | 2002 PD96   | ۱۴ اوت ۲۰۰۲    |
| ۱۱۲۶۷۹ | 2002 PL96   | ۱۴ اوت ۲۰۰۲    |
| ۱۱۲۶۸۰ | 2002 PS96   | ۱۴ اوت ۲۰۰۲    |
| ۱۱۲۶۸۱ | 2002 PX96   | ۱۴ اوت ۲۰۰۲    |
| ۱۱۲۶۸۲ | 2002 PX97   | ۱۴ اوت ۲۰۰۲    |
| ۱۱۲۶۸۳ | 2002 PG98   | ۱۴ اوت ۲۰۰۲    |
| ۱۱۲۶۸۴ | 2002 PX98   | ۱۴ اوت ۲۰۰۲    |
| ۱۱۲۶۸۵ | 2002 PY98   | ۱۴ اوت ۲۰۰۲    |
| ۱۱۲۶۸۶ | 2002 PD99   | ۱۴ اوت ۲۰۰۲    |
| ۱۱۲۶۸۷ | 2002 PF99   | ۱۴ اوت ۲۰۰۲    |
| ۱۱۲۶۸۸ | 2002 PH99   | ۱۴ اوت ۲۰۰۲    |
| ۱۱۲۶۸۹ | 2002 PR99   | ۱۴ اوت ۲۰۰۲    |
| ۱۱۲۶۹۰ | 2002 PB100  | ۱۴ اوت ۲۰۰۲    |
| ۱۱۲۶۹۱ | 2002 PN100  | ۱۴ اوت ۲۰۰۲    |
| ۱۱۲۶۹۲ | 2002 PB101  | ۱۱ اوت ۲۰۰۲    |
| ۱۱۲۶۹۳ | 2002 PF101  | ۱۲ اوت ۲۰۰۲    |
| ۱۱۲۶۹۴ | 2002 PO101  | ۱۲ اوت ۲۰۰۲    |
| ۱۱۲۶۹۵ | 2002 PY101  | ۱۲ اوت ۲۰۰۲    |
| ۱۱۲۶۹۶ | 2002 PJ102  | ۱۲ اوت ۲۰۰۲    |
| ۱۱۲۶۹۷ | 2002 PC103  | ۱۲ اوت ۲۰۰۲    |
| ۱۱۲۶۹۸ | 2002 PP103  | ۱۲ اوت ۲۰۰۲    |
| ۱۱۲۶۹۹ | 2002 PH104  | ۱۲ اوت ۲۰۰۲    |
| ۱۱۲۷۰۰ | 2002 PY104  | ۱۲ اوت ۲۰۰۲    |
| ۱۱۲۷۰۱ | 2002 PX105  | ۱۲ اوت ۲۰۰۲    |
| ۱۱۲۷۰۲ | 2002 PJ106  | ۱۲ اوت ۲۰۰۲    |
| ۱۱۲۷۰۳ | 2002 PS106  | ۱۲ اوت ۲۰۰۲    |
| ۱۱۲۷۰۴ | 2002 PZ106  | ۱۲ اوت ۲۰۰۲    |
| ۱۱۲۷۰۵ | 2002 PX107  | ۱۳ اوت ۲۰۰۲    |
| ۱۱۲۷۰۶ | 2002 PM108  | ۱۳ اوت ۲۰۰۲    |
| ۱۱۲۷۰۷ | 2002 PD109  | ۱۳ اوت ۲۰۰۲    |
| ۱۱۲۷۰۸ | 2002 PG109  | ۱۳ اوت ۲۰۰۲    |
| ۱۱۲۷۰۹ | 2002 PW109  | ۱۳ اوت ۲۰۰۲    |
| ۱۱۲۷۱۰ | 2002 PS110  | ۱۳ اوت ۲۰۰۲    |
| ۱۱۲۷۱۱ | 2002 PT110  | ۱۳ اوت ۲۰۰۲    |
| ۱۱۲۷۱۲ | 2002 PO111  | ۱۴ اوت ۲۰۰۲    |
| ۱۱۲۷۱۳ | 2002 PU111  | ۱۴ اوت ۲۰۰۲    |
| ۱۱۲۷۱۴ | 2002 PX111  | ۱۴ اوت ۲۰۰۲    |
| ۱۱۲۷۱۵ | 2002 PW113  | ۱۲ اوت ۲۰۰۲    |
| ۱۱۲۷۱۶ | 2002 PN115  | ۱۲ اوت ۲۰۰۲    |
| ۱۱۲۷۱۷ | 2002 PX115  | ۱۳ اوت ۲۰۰۲    |
| ۱۱۲۷۱۸ | 2002 PK116  | ۱۴ اوت ۲۰۰۲    |
| ۱۱۲۷۱۹ | 2002 PO116  | ۱۴ اوت ۲۰۰۲    |
| ۱۱۲۷۲۰ | 2002 PY116  | ۱۴ اوت ۲۰۰۲    |
| ۱۱۲۷۲۱ | 2002 PA118  | ۱۳ اوت ۲۰۰۲    |
| ۱۱۲۷۲۲ | 2002 PB118  | ۱۳ اوت ۲۰۰۲    |
| ۱۱۲۷۲۳ | 2002 PC119  | ۱۳ اوت ۲۰۰۲    |
| ۱۱۲۷۲۴ | 2002 PE119  | ۱۳ اوت ۲۰۰۲    |
| ۱۱۲۷۲۵ | 2002 PO119  | ۱۳ اوت ۲۰۰۲    |
| ۱۱۲۷۲۶ | 2002 PN120  | ۱۳ اوت ۲۰۰۲    |
| ۱۱۲۷۲۷ | 2002 PY120  | ۱۳ اوت ۲۰۰۲    |
| ۱۱۲۷۲۸ | 2002 PQ121  | ۱۳ اوت ۲۰۰۲    |
| ۱۱۲۷۲۹ | 2002 PP122  | ۱۴ اوت ۲۰۰۲    |
| ۱۱۲۷۳۰ | 2002 PU124  | ۱۳ اوت ۲۰۰۲    |
| ۱۱۲۷۳۱ | 2002 PW125  | ۱۴ اوت ۲۰۰۲    |
| ۱۱۲۷۳۲ | 2002 PH126  | ۱۴ اوت ۲۰۰۲    |
| ۱۱۲۷۳۳ | 2002 PP126  | ۱۴ اوت ۲۰۰۲    |
| ۱۱۲۷۳۴ | 2002 PX126  | ۱۴ اوت ۲۰۰۲    |
| ۱۱۲۷۳۵ | 2002 PM127  | ۱۴ اوت ۲۰۰۲    |
| ۱۱۲۷۳۶ | 2002 PX127  | ۱۴ اوت ۲۰۰۲    |
| ۱۱۲۷۳۷ | 2002 PE128  | ۱۴ اوت ۲۰۰۲    |
| ۱۱۲۷۳۸ | 2002 PK128  | ۱۴ اوت ۲۰۰۲    |
| ۱۱۲۷۳۹ | 2002 PX128  | ۱۴ اوت ۲۰۰۲    |
| ۱۱۲۷۴۰ | 2002 PA129  | ۱۴ اوت ۲۰۰۲    |
| ۱۱۲۷۴۱ | 2002 PK129  | ۱۵ اوت ۲۰۰۲    |
| ۱۱۲۷۴۲ | 2002 PM130  | ۱۳ اوت ۲۰۰۲    |
| ۱۱۲۷۴۳ | 2002 PR130  | ۱۳ اوت ۲۰۰۲    |
| ۱۱۲۷۴۴ | 2002 PG132  | ۱۴ اوت ۲۰۰۲    |
| ۱۱۲۷۴۵ | 2002 PK132  | ۱۴ اوت ۲۰۰۲    |
| ۱۱۲۷۴۶ | 2002 PR132  | ۱۴ اوت ۲۰۰۲    |
| ۱۱۲۷۴۷ | 2002 PU132  | ۱۴ اوت ۲۰۰۲    |
| ۱۱۲۷۴۸ | 2002 PV132  | ۱۴ اوت ۲۰۰۲    |
| ۱۱۲۷۴۹ | 2002 PV133  | ۱۴ اوت ۲۰۰۲    |
| ۱۱۲۷۵۰ | 2002 PV134  | ۱۴ اوت ۲۰۰۲    |
| ۱۱۲۷۵۱ | 2002 PW134  | ۱۴ اوت ۲۰۰۲    |
| ۱۱۲۷۵۲ | 2002 PA135  | ۱۴ اوت ۲۰۰۲    |
| ۱۱۲۷۵۳ | 2002 PC135  | ۱۴ اوت ۲۰۰۲    |
| ۱۱۲۷۵۴ | 2002 PD135  | ۱۴ اوت ۲۰۰۲    |
| ۱۱۲۷۵۵ | 2002 PV135  | ۱۴ اوت ۲۰۰۲    |
| ۱۱۲۷۵۶ | 2002 PB136  | ۱۴ اوت ۲۰۰۲    |
| ۱۱۲۷۵۷ | 2002 PF136  | ۱۴ اوت ۲۰۰۲    |
| ۱۱۲۷۵۸ | 2002 PN136  | ۱۴ اوت ۲۰۰۲    |
| ۱۱۲۷۵۹ | 2002 PX137  | ۱۵ اوت ۲۰۰۲    |
| ۱۱۲۷۶۰ | 2002 PD140  | ۱۳ اوت ۲۰۰۲    |
| ۱۱۲۷۶۱ | 2002 PF140  | ۱۴ اوت ۲۰۰۲    |
| ۱۱۲۷۶۲ | 2002 PN140  | ۱۵ اوت ۲۰۰۲    |
| ۱۱۲۷۶۳ | 2002 PE141  | ۱ اوت ۲۰۰۲     |
| ۱۱۲۷۶۴ | 2002 PA154  | ۸ اوت ۲۰۰۲     |
| ۱۱۲۷۶۵ | 2002 PR155  | ۸ اوت ۲۰۰۲     |
| ۱۱۲۷۶۶ | 2002 PJ156  | ۸ اوت ۲۰۰۲     |
| ۱۱۲۷۶۷ | 2002 PO156  | ۸ اوت ۲۰۰۲     |
| ۱۱۲۷۶۸ | 2002 PS156  | ۸ اوت ۲۰۰۲     |
| ۱۱۲۷۶۹ | 2002 PU156  | ۸ اوت ۲۰۰۲     |
| ۱۱۲۷۷۰ | 2002 PK157  | ۸ اوت ۲۰۰۲     |
| ۱۱۲۷۷۱ | 2002 PU157  | ۸ اوت ۲۰۰۲     |
| ۱۱۲۷۷۲ | 2002 PZ157  | ۸ اوت ۲۰۰۲     |
| ۱۱۲۷۷۳ | 2002 PD158  | ۸ اوت ۲۰۰۲     |
| ۱۱۲۷۷۴ | 2002 PQ158  | ۸ اوت ۲۰۰۲     |
| ۱۱۲۷۷۵ | 2002 PR158  | ۸ اوت ۲۰۰۲     |
| ۱۱۲۷۷۶ | 2002 PA159  | ۸ اوت ۲۰۰۲     |
| ۱۱۲۷۷۷ | 2002 PD159  | ۸ اوت ۲۰۰۲     |
| ۱۱۲۷۷۸ | 2002 PJ159  | ۸ اوت ۲۰۰۲     |
| ۱۱۲۷۷۹ | 2002 PK160  | ۸ اوت ۲۰۰۲     |
| ۱۱۲۷۸۰ | 2002 PO160  | ۸ اوت ۲۰۰۲     |
| ۱۱۲۷۸۱ | 2002 PR160  | ۸ اوت ۲۰۰۲     |
| ۱۱۲۷۸۲ | 2002 PU160  | ۸ اوت ۲۰۰۲     |
| ۱۱۲۷۸۳ | 2002 PC161  | ۸ اوت ۲۰۰۲     |
| ۱۱۲۷۸۴ | 2002 PD161  | ۸ اوت ۲۰۰۲     |
| ۱۱۲۷۸۵ | 2002 PK161  | ۸ اوت ۲۰۰۲     |
| ۱۱۲۷۸۶ | 2002 PM161  | ۸ اوت ۲۰۰۲     |
| ۱۱۲۷۸۷ | 2002 PH162  | ۸ اوت ۲۰۰۲     |
| ۱۱۲۷۸۸ | 2002 PC163  | ۸ اوت ۲۰۰۲     |
| ۱۱۲۷۸۹ | 2002 PR163  | ۸ اوت ۲۰۰۲     |
| ۱۱۲۷۹۰ | 2002 PC164  | ۸ اوت ۲۰۰۲     |
| ۱۱۲۷۹۱ | 2002 PE164  | ۸ اوت ۲۰۰۲     |
| ۱۱۲۷۹۲ | 2002 PF164  | ۸ اوت ۲۰۰۲     |
| ۱۱۲۷۹۳ | 2002 PH164  | ۸ اوت ۲۰۰۲     |
| ۱۱۲۷۹۴ | 2002 PV164  | ۸ اوت ۲۰۰۲     |
| ۱۱۲۷۹۵ | 2002 PC165  | ۸ اوت ۲۰۰۲     |
| ۱۱۲۷۹۶ | 2002 PE165  | ۸ اوت ۲۰۰۲     |
| ۱۱۲۷۹۷ | Grantjudy   | ۹ اوت ۲۰۰۲     |
| ۱۱۲۷۹۸ | Kelindsey   | ۸ اوت ۲۰۰۲     |
| ۱۱۲۷۹۹ | 2002 PS165  | ۸ اوت ۲۰۰۲     |
| ۱۱۲۸۰۰ | 2002 PD168  | ۱۱ اوت ۲۰۰۲    |
| ۱۱۲۸۰۱ | 2002 PS168  | ۸ اوت ۲۰۰۲     |
| ۱۱۲۸۰۲ | 2002 PU168  | ۸ اوت ۲۰۰۲     |
| ۱۱۲۸۰۲ | 2002 QG     | ۱۶ اوت ۲۰۰۲    |
| ۱۱۲۸۰۲ | 2002 QR     | ۱۶ اوت ۲۰۰۲    |
| ۱۱۲۸۰۵ | 2002 QL2    | ۱۶ اوت ۲۰۰۲    |
| ۱۱۲۸۰۶ | 2002 QT2    | ۱۶ اوت ۲۰۰۲    |
| ۱۱۲۸۰۷ | 2002 QV2    | ۱۶ اوت ۲۰۰۲    |
| ۱۱۲۸۰۸ | 2002 QW2    | ۱۶ اوت ۲۰۰۲    |
| ۱۱۲۸۰۹ | 2002 QA3    | ۱۶ اوت ۲۰۰۲    |
| ۱۱۲۸۱۰ | 2002 QB3    | ۱۶ اوت ۲۰۰۲    |
| ۱۱۲۸۱۱ | 2002 QD3    | ۱۶ اوت ۲۰۰۲    |
| ۱۱۲۸۱۲ | 2002 QG3    | ۱۶ اوت ۲۰۰۲    |
| ۱۱۲۸۱۳ | 2002 QT3    | ۱۶ اوت ۲۰۰۲    |
| ۱۱۲۸۱۴ | 2002 QC5    | ۱۶ اوت ۲۰۰۲    |
| ۱۱۲۸۱۵ | 2002 QF5    | ۱۶ اوت ۲۰۰۲    |
| ۱۱۲۸۱۶ | 2002 QO5    | ۱۶ اوت ۲۰۰۲    |
| ۱۱۲۸۱۷ | 2002 QR5    | ۱۶ اوت ۲۰۰۲    |
| ۱۱۲۸۱۸ | 2002 QT5    | ۱۶ اوت ۲۰۰۲    |
| ۱۱۲۸۱۹ | 2002 QM7    | ۱۶ اوت ۲۰۰۲    |
| ۱۱۲۸۲۰ | 2002 QQ7    | ۱۶ اوت ۲۰۰۲    |
| ۱۱۲۸۲۱ | 2002 QX7    | ۱۹ اوت ۲۰۰۲    |
| ۱۱۲۸۲۲ | 2002 QG8    | ۱۹ اوت ۲۰۰۲    |
| ۱۱۲۸۲۳ | 2002 QR8    | ۱۹ اوت ۲۰۰۲    |
| ۱۱۲۸۲۴ | 2002 QA9    | ۱۹ اوت ۲۰۰۲    |
| ۱۱۲۸۲۵ | 2002 QN9    | ۱۹ اوت ۲۰۰۲    |
| ۱۱۲۸۲۶ | 2002 QQ9    | ۲۰ اوت ۲۰۰۲    |
| ۱۱۲۸۲۷ | 2002 QS9    | ۲۰ اوت ۲۰۰۲    |
| ۱۱۲۸۲۸ | 2002 QE10   | ۲۴ اوت ۲۰۰۲    |
| ۱۱۲۸۲۹ | 2002 QF11   | ۲۶ اوت ۲۰۰۲    |
| ۱۱۲۸۳۰ | 2002 QP12   | ۲۶ اوت ۲۰۰۲    |
| ۱۱۲۸۳۱ | 2002 QJ14   | ۲۶ اوت ۲۰۰۲    |
| ۱۱۲۸۳۲ | 2002 QX14   | ۲۶ اوت ۲۰۰۲    |
| ۱۱۲۸۳۳ | 2002 QH15   | ۲۶ اوت ۲۰۰۲    |
| ۱۱۲۸۳۴ | 2002 QQ16   | ۲۶ اوت ۲۰۰۲    |
| ۱۱۲۸۳۵ | 2002 QL17   | ۲۸ اوت ۲۰۰۲    |
| ۱۱۲۸۳۶ | 2002 QM17   | ۲۷ اوت ۲۰۰۲    |
| ۱۱۲۸۳۷ | 2002 QS17   | ۲۷ اوت ۲۰۰۲    |
| ۱۱۲۸۳۸ | 2002 QZ17   | ۲۸ اوت ۲۰۰۲    |
| ۱۱۲۸۳۹ | 2002 QJ18   | ۲۸ اوت ۲۰۰۲    |
| ۱۱۲۸۴۰ | 2002 QN18   | ۲۶ اوت ۲۰۰۲    |
| ۱۱۲۸۴۱ | 2002 QQ19   | ۲۷ اوت ۲۰۰۲    |
| ۱۱۲۸۴۲ | 2002 QU19   | ۲۸ اوت ۲۰۰۲    |
| ۱۱۲۸۴۳ | 2002 QM20   | ۲۸ اوت ۲۰۰۲    |
| ۱۱۲۸۴۴ | 2002 QW20   | ۲۸ اوت ۲۰۰۲    |
| ۱۱۲۸۴۵ | 2002 QX20   | ۲۸ اوت ۲۰۰۲    |
| ۱۱۲۸۴۶ | 2002 QZ20   | ۲۸ اوت ۲۰۰۲    |
| ۱۱۲۸۴۷ | 2002 QA21   | ۲۸ اوت ۲۰۰۲    |
| ۱۱۲۸۴۸ | 2002 QE21   | ۲۸ اوت ۲۰۰۲    |
| ۱۱۲۸۴۹ | 2002 QH21   | ۲۸ اوت ۲۰۰۲    |
| ۱۱۲۸۵۰ | 2002 QX22   | ۲۷ اوت ۲۰۰۲    |
| ۱۱۲۸۵۱ | 2002 QM23   | ۲۷ اوت ۲۰۰۲    |
| ۱۱۲۸۵۲ | 2002 QT24   | ۲۷ اوت ۲۰۰۲    |
| ۱۱۲۸۵۳ | 2002 QM25   | ۲۹ اوت ۲۰۰۲    |
| ۱۱۲۸۵۴ | 2002 QP27   | ۲۸ اوت ۲۰۰۲    |
| ۱۱۲۸۵۵ | 2002 QJ28   | ۲۸ اوت ۲۰۰۲    |
| ۱۱۲۸۵۶ | 2002 QS29   | ۲۹ اوت ۲۰۰۲    |
| ۱۱۲۸۵۷ | 2002 QX29   | ۲۹ اوت ۲۰۰۲    |
| ۱۱۲۸۵۸ | 2002 QY29   | ۲۹ اوت ۲۰۰۲    |
| ۱۱۲۸۵۹ | 2002 QZ29   | ۲۹ اوت ۲۰۰۲    |
| ۱۱۲۸۶۰ | 2002 QF30   | ۲۹ اوت ۲۰۰۲    |
| ۱۱۲۸۶۱ | 2002 QE31   | ۲۹ اوت ۲۰۰۲    |
| ۱۱۲۸۶۲ | 2002 QG31   | ۲۹ اوت ۲۰۰۲    |
| ۱۱۲۸۶۳ | 2002 QM31   | ۲۹ اوت ۲۰۰۲    |
| ۱۱۲۸۶۴ | 2002 QZ32   | ۲۹ اوت ۲۰۰۲    |
| ۱۱۲۸۶۵ | 2002 QE33   | ۲۹ اوت ۲۰۰۲    |
| ۱۱۲۸۶۶ | 2002 QM33   | ۲۹ اوت ۲۰۰۲    |
| ۱۱۲۸۶۷ | 2002 QQ34   | ۲۹ اوت ۲۰۰۲    |
| ۱۱۲۸۶۸ | 2002 QT34   | ۲۹ اوت ۲۰۰۲    |
| ۱۱۲۸۶۹ | 2002 QH35   | ۲۹ اوت ۲۰۰۲    |
| ۱۱۲۸۷۰ | 2002 QC36   | ۲۹ اوت ۲۰۰۲    |
| ۱۱۲۸۷۱ | 2002 QT36   | ۲۹ اوت ۲۰۰۲    |
| ۱۱۲۸۷۲ | 2002 QG37   | ۳۰ اوت ۲۰۰۲    |
| ۱۱۲۸۷۳ | 2002 QQ38   | ۳۰ اوت ۲۰۰۲    |
| ۱۱۲۸۷۴ | 2002 QX38   | ۳۰ اوت ۲۰۰۲    |
| ۱۱۲۸۷۵ | 2002 QM40   | ۳۰ اوت ۲۰۰۲    |
| ۱۱۲۸۷۶ | 2002 QP40   | ۳۰ اوت ۲۰۰۲    |
| ۱۱۲۸۷۷ | 2002 QR40   | ۲۸ اوت ۲۰۰۲    |
| ۱۱۲۸۷۸ | 2002 QC41   | ۲۹ اوت ۲۰۰۲    |
| ۱۱۲۸۷۹ | 2002 QG41   | ۲۹ اوت ۲۰۰۲    |
| ۱۱۲۸۸۰ | 2002 QC42   | ۲۹ اوت ۲۰۰۲    |
| ۱۱۲۸۸۱ | 2002 QV42   | ۳۰ اوت ۲۰۰۲    |
| ۱۱۲۸۸۲ | 2002 QC43   | ۳۰ اوت ۲۰۰۲    |
| ۱۱۲۸۸۳ | 2002 QJ43   | ۳۰ اوت ۲۰۰۲    |
| ۱۱۲۸۸۴ | 2002 QL43   | ۳۰ اوت ۲۰۰۲    |
| ۱۱۲۸۸۵ | 2002 QP43   | ۳۰ اوت ۲۰۰۲    |
| ۱۱۲۸۸۶ | 2002 QU43   | ۳۰ اوت ۲۰۰۲    |
| ۱۱۲۸۸۷ | 2002 QQ44   | ۳۰ اوت ۲۰۰۲    |
| ۱۱۲۸۸۸ | 2002 QR44   | ۳۰ اوت ۲۰۰۲    |
| ۱۱۲۸۸۹ | 2002 QV45   | ۳۱ اوت ۲۰۰۲    |
| ۱۱۲۸۹۰ | 2002 QO46   | ۳۰ اوت ۲۰۰۲    |
| ۱۱۲۸۹۱ | 2002 QG47   | ۳۰ اوت ۲۰۰۲    |
| ۱۱۲۸۹۲ | 2002 QS47   | ۳۰ اوت ۲۰۰۲    |
| ۱۱۲۸۹۳ | 2002 QF48   | ۱۷ اوت ۲۰۰۲    |
| ۱۱۲۸۹۴ | 2002 QM48   | ۲۹ اوت ۲۰۰۲    |
| ۱۱۲۸۹۵ | 2002 QQ48   | ۱۸ اوت ۲۰۰۲    |
| ۱۱۲۸۹۶ | 2002 QS48   | ۱۸ اوت ۲۰۰۲    |
| ۱۱۲۸۹۷ | 2002 QD49   | ۲۹ اوت ۲۰۰۲    |
| ۱۱۲۸۹۸ | 2002 QX49   | ۲۹ اوت ۲۰۰۲    |
| ۱۱۲۸۹۹ | 2002 QL50   | ۱۶ اوت ۲۰۰۲    |
| ۱۱۲۹۰۰ | Tonyhoffman | ۲۰ اوت ۲۰۰۲    |
| ۱۱۲۹۰۱ | 2002 QK51   | ۱۶ اوت ۲۰۰۲    |
| ۱۱۲۹۰۲ | 2002 QO52   | ۲۹ اوت ۲۰۰۲    |
| ۱۱۲۹۰۳ | 2002 QB53   | ۲۹ اوت ۲۰۰۲    |
| ۱۱۲۹۰۴ | 2002 QS53   | ۲۹ اوت ۲۰۰۲    |
| ۱۱۲۹۰۵ | 2002 QD54   | ۲۹ اوت ۲۰۰۲    |
| ۱۱۲۹۰۶ | 2002 QP54   | ۲۹ اوت ۲۰۰۲    |
| ۱۱۲۹۰۷ | 2002 QR54   | ۱۷ اوت ۲۰۰۲    |
| ۱۱۲۹۰۸ | 2002 QX54   | ۲۹ اوت ۲۰۰۲    |
| ۱۱۲۹۰۹ | 2002 QL56   | ۲۹ اوت ۲۰۰۲    |
| ۱۱۲۹۱۰ | 2002 QY56   | ۲۹ اوت ۲۰۰۲    |
| ۱۱۲۹۱۱ | 2002 QB57   | ۱۷ اوت ۲۰۰۲    |
| ۱۱۲۹۱۲ | 2002 QF58   | ۲۹ اوت ۲۰۰۲    |
| ۱۱۲۹۱۳ | 2002 QP58   | ۱۸ اوت ۲۰۰۲    |
| ۱۱۲۹۱۴ | 2002 QA59   | ۱۷ اوت ۲۰۰۲    |
| ۱۱۲۹۱۵ | 2002 QC60   | ۱۶ اوت ۲۰۰۲    |
| ۱۱۲۹۱۶ | 2002 QM60   | ۱۷ اوت ۲۰۰۲    |
| ۱۱۲۹۱۷ | 2002 QQ61   | ۲۷ اوت ۲۰۰۲    |
| ۱۱۲۹۱۸ | 2002 QD62   | ۱۷ اوت ۲۰۰۲    |
| ۱۱۲۹۱۹ | 2002 QQ62   | ۲۸ اوت ۲۰۰۲    |
| ۱۱۲۹۲۰ | 2002 QR62   | ۲۸ اوت ۲۰۰۲    |
| ۱۱۲۹۲۱ | 2002 QC63   | ۱۷ اوت ۲۰۰۲    |
| ۱۱۲۹۲۲ | 2002 QN63   | ۳۰ اوت ۲۰۰۲    |
| ۱۱۲۹۲۳ | 2002 QA65   | ۲۷ اوت ۲۰۰۲    |
| ۱۱۲۹۲۴ | 2002 QD65   | ۳۰ اوت ۲۰۰۲    |
| ۱۱۲۹۲۵ | 2002 QE65   | ۲۷ اوت ۲۰۰۲    |
| ۱۱۲۹۲۶ | 2002 QJ66   | ۱۸ اوت ۲۰۰۲    |
| ۱۱۲۹۲۷ | 2002 QU66   | ۱۸ اوت ۲۰۰۲    |
| ۱۱۲۹۲۸ | 2002 QZ66   | ۳۰ اوت ۲۰۰۲    |
| ۱۱۲۹۲۹ | 2002 QN67   | ۱۶ اوت ۲۰۰۲    |
| ۱۱۲۹۳۰ | 2002 QW67   | ۱۷ اوت ۲۰۰۲    |
| ۱۱۲۹۳۱ | 2002 QW68   | ۲۹ اوت ۲۰۰۲    |
| ۱۱۲۹۳۲ | 2002 RQ2    | ۴ سپتامبر ۲۰۰۲ |
| ۱۱۲۹۳۳ | 2002 RT2    | ۴ سپتامبر ۲۰۰۲ |
| ۱۱۲۹۳۴ | 2002 RG3    | ۴ سپتامبر ۲۰۰۲ |
| ۱۱۲۹۳۵ | 2002 RH3    | ۴ سپتامبر ۲۰۰۲ |
| ۱۱۲۹۳۶ | 2002 RO3    | ۱ سپتامبر ۲۰۰۲ |
| ۱۱۲۹۳۷ | 2002 RU3    | ۱ سپتامبر ۲۰۰۲ |
| ۱۱۲۹۳۸ | 2002 RK4    | ۳ سپتامبر ۲۰۰۲ |
| ۱۱۲۹۳۹ | 2002 RP4    | ۳ سپتامبر ۲۰۰۲ |
| ۱۱۲۹۴۰ | 2002 RK5    | ۳ سپتامبر ۲۰۰۲ |
| ۱۱۲۹۴۱ | 2002 RD6    | ۱ سپتامبر ۲۰۰۲ |
| ۱۱۲۹۴۲ | 2002 RN6    | ۱ سپتامبر ۲۰۰۲ |
| ۱۱۲۹۴۳ | 2002 RU6    | ۱ سپتامبر ۲۰۰۲ |
| ۱۱۲۹۴۴ | 2002 RV6    | ۱ سپتامبر ۲۰۰۲ |
| ۱۱۲۹۴۵ | 2002 RA7    | ۲ سپتامبر ۲۰۰۲ |
| ۱۱۲۹۴۶ | 2002 RZ7    | ۳ سپتامبر ۲۰۰۲ |
| ۱۱۲۹۴۷ | 2002 RQ8    | ۳ سپتامبر ۲۰۰۲ |
| ۱۱۲۹۴۸ | 2002 RX8    | ۴ سپتامبر ۲۰۰۲ |
| ۱۱۲۹۴۹ | 2002 RG9    | ۴ سپتامبر ۲۰۰۲ |
| ۱۱۲۹۵۰ | 2002 RK9    | ۴ سپتامبر ۲۰۰۲ |
| ۱۱۲۹۵۱ | 2002 RZ9    | ۴ سپتامبر ۲۰۰۲ |
| ۱۱۲۹۵۲ | 2002 RJ10   | ۴ سپتامبر ۲۰۰۲ |
| ۱۱۲۹۵۳ | 2002 RF11   | ۴ سپتامبر ۲۰۰۲ |
| ۱۱۲۹۵۴ | 2002 RM12   | ۴ سپتامبر ۲۰۰۲ |
| ۱۱۲۹۵۵ | 2002 RS12   | ۴ سپتامبر ۲۰۰۲ |
| ۱۱۲۹۵۶ | 2002 RH13   | ۴ سپتامبر ۲۰۰۲ |
| ۱۱۲۹۵۷ | 2002 RP13   | ۴ سپتامبر ۲۰۰۲ |
| ۱۱۲۹۵۸ | 2002 RX13   | ۴ سپتامبر ۲۰۰۲ |
| ۱۱۲۹۵۹ | 2002 RZ13   | ۴ سپتامبر ۲۰۰۲ |
| ۱۱۲۹۶۰ | 2002 RB14   | ۴ سپتامبر ۲۰۰۲ |
| ۱۱۲۹۶۱ | 2002 RE14   | ۴ سپتامبر ۲۰۰۲ |
| ۱۱۲۹۶۲ | 2002 RV14   | ۴ سپتامبر ۲۰۰۲ |
| ۱۱۲۹۶۳ | 2002 RV15   | ۴ سپتامبر ۲۰۰۲ |
| ۱۱۲۹۶۴ | 2002 RW15   | ۴ سپتامبر ۲۰۰۲ |
| ۱۱۲۹۶۵ | 2002 RU16   | ۴ سپتامبر ۲۰۰۲ |
| ۱۱۲۹۶۶ | 2002 RA19   | ۴ سپتامبر ۲۰۰۲ |
| ۱۱۲۹۶۷ | 2002 RF19   | ۴ سپتامبر ۲۰۰۲ |
| ۱۱۲۹۶۸ | 2002 RH19   | ۴ سپتامبر ۲۰۰۲ |
| ۱۱۲۹۶۹ | 2002 RL19   | ۴ سپتامبر ۲۰۰۲ |
| ۱۱۲۹۷۰ | 2002 RN19   | ۴ سپتامبر ۲۰۰۲ |
| ۱۱۲۹۷۱ | 2002 RA20   | ۴ سپتامبر ۲۰۰۲ |
| ۱۱۲۹۷۲ | 2002 RJ20   | ۴ سپتامبر ۲۰۰۲ |
| ۱۱۲۹۷۳ | 2002 RK20   | ۴ سپتامبر ۲۰۰۲ |
| ۱۱۲۹۷۴ | 2002 RP20   | ۴ سپتامبر ۲۰۰۲ |
| ۱۱۲۹۷۵ | 2002 RX20   | ۴ سپتامبر ۲۰۰۲ |
| ۱۱۲۹۷۶ | 2002 RF22   | ۴ سپتامبر ۲۰۰۲ |
| ۱۱۲۹۷۷ | 2002 RE23   | ۴ سپتامبر ۲۰۰۲ |
| ۱۱۲۹۷۸ | 2002 RY23   | ۴ سپتامبر ۲۰۰۲ |
| ۱۱۲۹۷۹ | 2002 RK24   | ۴ سپتامبر ۲۰۰۲ |
| ۱۱۲۹۸۰ | 2002 RT24   | ۴ سپتامبر ۲۰۰۲ |
| ۱۱۲۹۸۱ | 2002 RK25   | ۴ سپتامبر ۲۰۰۲ |
| ۱۱۲۹۸۲ | 2002 RA27   | ۵ سپتامبر ۲۰۰۲ |
| ۱۱۲۹۸۳ | 2002 RV27   | ۴ سپتامبر ۲۰۰۲ |
| ۱۱۲۹۸۴ | 2002 RF28   | ۵ سپتامبر ۲۰۰۲ |
| ۱۱۲۹۸۵ | 2002 RS28   | ۶ سپتامبر ۲۰۰۲ |
| ۱۱۲۹۸۶ | 2002 RJ29   | ۳ سپتامبر ۲۰۰۲ |
| ۱۱۲۹۸۷ | 2002 RK31   | ۴ سپتامبر ۲۰۰۲ |
| ۱۱۲۹۸۸ | 2002 RO31   | ۴ سپتامبر ۲۰۰۲ |
| ۱۱۲۹۸۹ | 2002 RB32   | ۴ سپتامبر ۲۰۰۲ |
| ۱۱۲۹۹۰ | 2002 RN32   | ۴ سپتامبر ۲۰۰۲ |
| ۱۱۲۹۹۱ | 2002 RG33   | ۴ سپتامبر ۲۰۰۲ |
| ۱۱۲۹۹۲ | 2002 RX33   | ۴ سپتامبر ۲۰۰۲ |
| ۱۱۲۹۹۳ | 2002 RY33   | ۴ سپتامبر ۲۰۰۲ |
| ۱۱۲۹۹۴ | 2002 RP34   | ۴ سپتامبر ۲۰۰۲ |
| ۱۱۲۹۹۵ | 2002 RD35   | ۴ سپتامبر ۲۰۰۲ |
| ۱۱۲۹۹۶ | 2002 RF37   | ۵ سپتامبر ۲۰۰۲ |
| ۱۱۲۹۹۷ | 2002 RK37   | ۵ سپتامبر ۲۰۰۲ |
| ۱۱۲۹۹۸ | 2002 RN37   | ۵ سپتامبر ۲۰۰۲ |
| ۱۱۲۹۹۹ | 2002 RG38   | ۵ سپتامبر ۲۰۰۲ |
| ۱۱۳۰۰۰ | 2002 RL38   | ۵ سپتامبر ۲۰۰۲ |